# 香港明愛
香港明愛（英語：Caritas Hong Kong）成立於1953年7月，為天主教香港教區轄下慈善團體，是國際明愛（Caritas Internationalis）162個成員組織之一。
香港明愛因應戰後初期的社會動盪，向弱勢社群提供援助，於1953年在公教進行社設立辦事處，1955年加入國際明愛，1959年成為香港社會服務聯會成員，1974年採用「香港明愛」為中文正式名稱，1981年註冊為立案法團。現時香港明愛提供各項切合時宜的服務包括社會工作、教育、醫療護理、社區及與接待服務。香港明愛由理事會理事長為香港教區宗座主教周守仁樞機。
香港明愛每年的經常開支預算超過15億港元，雖然不少服務均獲得政府的資助，但香港明愛仍需要向參與計劃或使用服務的人士收取費用，以補貼不足的經費。香港明愛一方面獲得公益金撥款，與此同時，也有賴各方的捐獻和各項籌款活動（如一年一度的明愛賣物會），以維持必須的優質服務。

## 組織架構

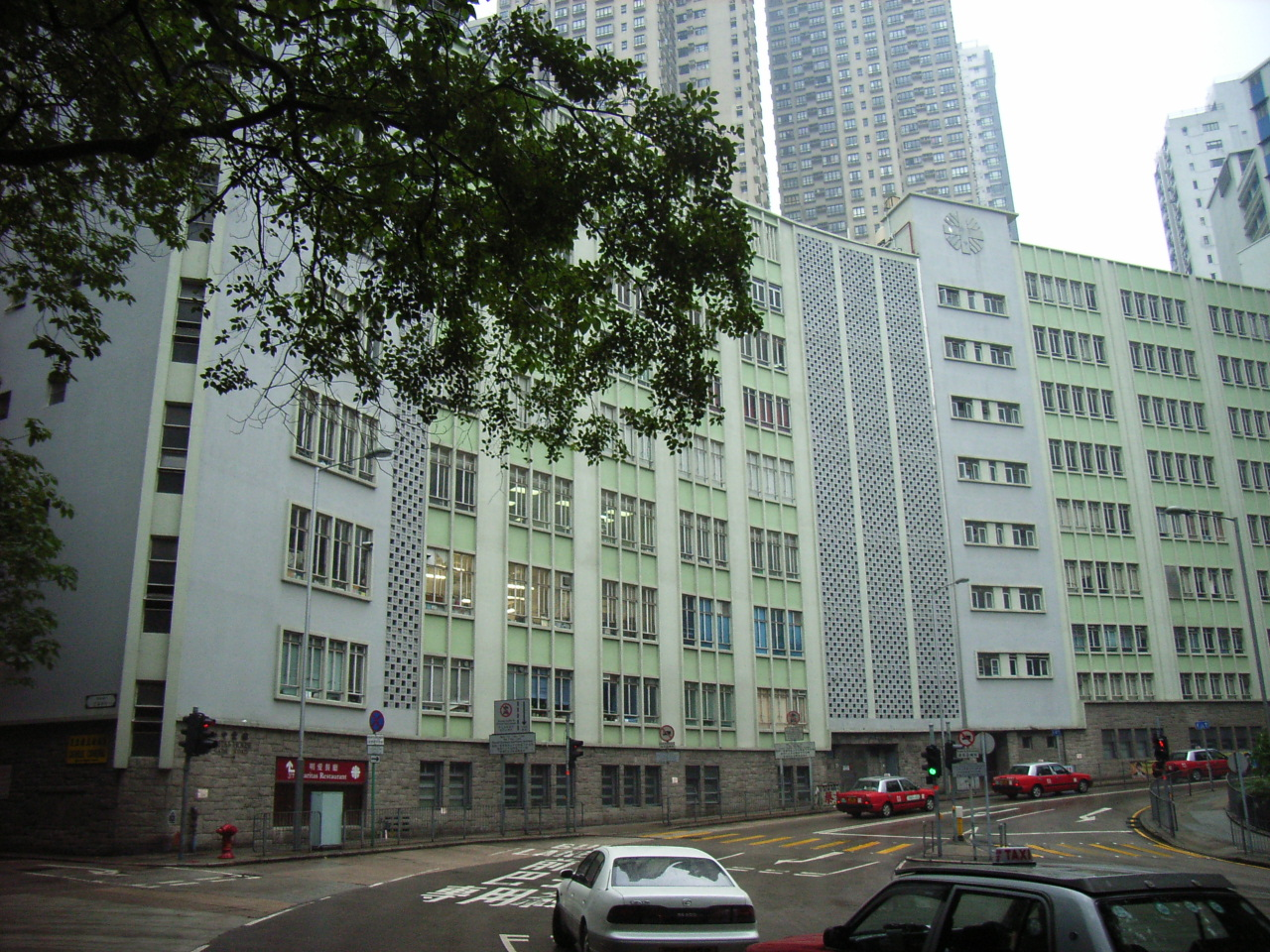
香港島中環半山堅道的明愛總部

- 理事會：負責管理香港明愛一切事務，並全權監督，和推行香港明愛的服務宗旨與目標。
  - 理事長：
    - 天主教香港教區主教周守仁樞機

  - 主席：
    - 天主教香港教區輔理主教夏志誠主教

  - 委員：
    - 蔡惠民副主教
    - 麥冠達神父
    - 鍾妙嫦修女
    - 何沛謙先生，SC
    - 鄭曹志安女士，BBS，JP
    - 朱仲華先生
    - 陳美潔女士
    - 劉煒堅博士
    - 李敬志先生，BBS
    - 梁詠詩女士
    - 陸秀雯女士
    - 吳榮奎先生，GBS，CBE，JP

  - 秘書：
    - 閻德龍神父
- 管理局：得到理事會的授權，管理局負責監察理事會決議事項的落實情況，並確保所有活動及事項皆符合香港明愛的宗旨和目標。同時，管理局亦可運用理事會委託之權力，支配、調節和管理香港明愛的產業及機構事務。
- 總裁及助理總裁辦公室：由總裁、助理總裁、醫療服務部長、社會工作服務部長、教育服務部長、行政事務主管、傳訊統籌主管、財務主管、人力資源主管、產業主管、資訊科技主管及內部審計經理組成，負責推行理事會及管理局的決策。主要負責機構的整體策劃和管理、聯絡及統籌、資源分配、人事管理、行政及財務事項；亦與明愛各部門、服務和中心負責人保持緊密聯繫，與他們協助及推行日常工作。
- 部門及委員會：香港明愛的服務主要分為「社會工作」、「教育」、「醫療」與「社區及其他服務」四個類別。各部門負責推行機構及所屬服務的政策、協調整體服務和評估部門的工作效益。各部門均設有由不同專業人士組成的部門委員會，領導日常運作，並提供專業意見。

## 社會工作服務部
使命：「扶助弱勢社群、發展人的才能、致力溝通和解、建立回饋精神」
社會工作服務部部長：黎永開太平紳士

### 扶幼服務

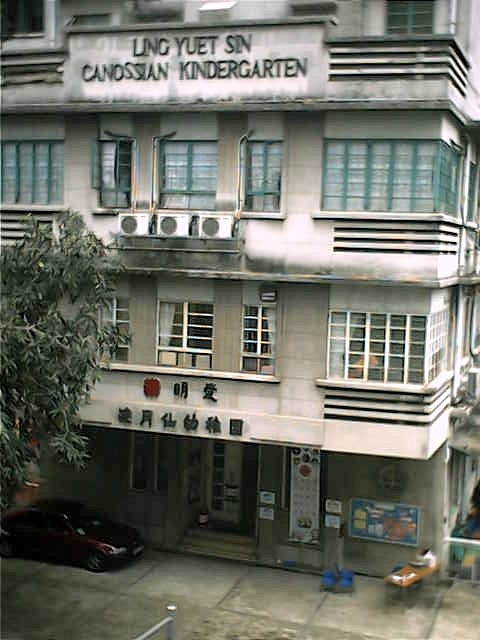
明愛凌月仙幼稚園

致力為來自低收入及雙職之家庭，年齡介乎2至6歲兒童，提供扶幼及學前教育服務。香港明愛目前於港九新界共有九間幼兒學校，提供各種多元化服務，包括兼收輕度弱能幼兒服務、暫託幼兒服務及延長時間幼兒服務。

### 幼兒學校
- 明愛香港太平洋獅子會幼兒學校（柴灣，富欣花園）
- 明愛堅尼地城幼兒學校（西環，蒲飛路）
- 明愛啟幼幼兒學校（黃大仙，東頭邨）
- 明愛鯉魚門幼兒學校（觀塘，鯉魚門邨）
- 明愛油塘幼兒學校（油塘，油美苑）
- 明愛翠林幼兒學校（將軍澳，翠林邨）
- 明愛沙田幼兒學校（沙田，文禮路）
- 明愛打鼓嶺幼兒學校（打鼓嶺，坪輋路）
- 明愛香港崇德社幼兒學校（粉嶺，華明邨）

### 幼稚園
- 明愛聖方濟各幼稚園（上水寶石湖邨，原位於中環堅道）
- 明愛凌月仙幼稚園（西營盤，薄扶林道）

### 學前兒童教育資料參考中心
- 學前兒童教育資料參考中心（薄扶林，薄扶林道）

### 香港明愛學前教育及扶幼服務總辦事處
- 學前教育及扶幼服務總辦事處（半山，堅道）

### 社區發展服務
自60年代開始，明愛率先為基層人士提供「社區組織的服務」，目標是組織及協助服務使用者認識和解決共同的問題和需要，並在過程中鼓勵使用者透過集體參與，積極承擔責任及行使公民的權利，從而提升各人的能力及自信心，亦期望由此建立公平、公義、互助和諧的社會。
- 政府資助計劃
  - 明愛長洲西灣社區發展計劃（長洲，西灣）
  - 明愛漢民／深井／青龍頭社區發展計劃（深井，深康路）
  - 明愛西貢社區發展計劃（西貢，對面海萬宜漁村社區會堂）
  - 明愛薄扶林社區發展計劃（薄扶林，置富花園）
  - 明愛龍躍頭社區發展計劃（龍躍頭，新屋村）
  - 明愛洪水橋社區發展計劃（洪水橋，丹桂村）
  - 明愛元朗鄉郊社區發展計劃（吉慶圍，祠堂村）
  - 明愛單親家庭互助中心（北角，炮台山道）
  - 明愛基層男士互助中心（大坑東，大坑東社區中心）
- 非政府資助計劃
  - 明愛婦女發展計劃（筲箕灣，西灣河街）
  - 明愛荔枝角職工發展計劃（荔枝角，青山道）
  - 明愛基層組織發展計劃（荔枝角，青山道）
  - 明愛菲籍人士社會服務計劃（筲箕灣，西灣河街）
  - 明愛亞洲外地勞工社會服務計劃（筲箕灣，西灣河街）
  - 明愛居民互助中心—深水埗

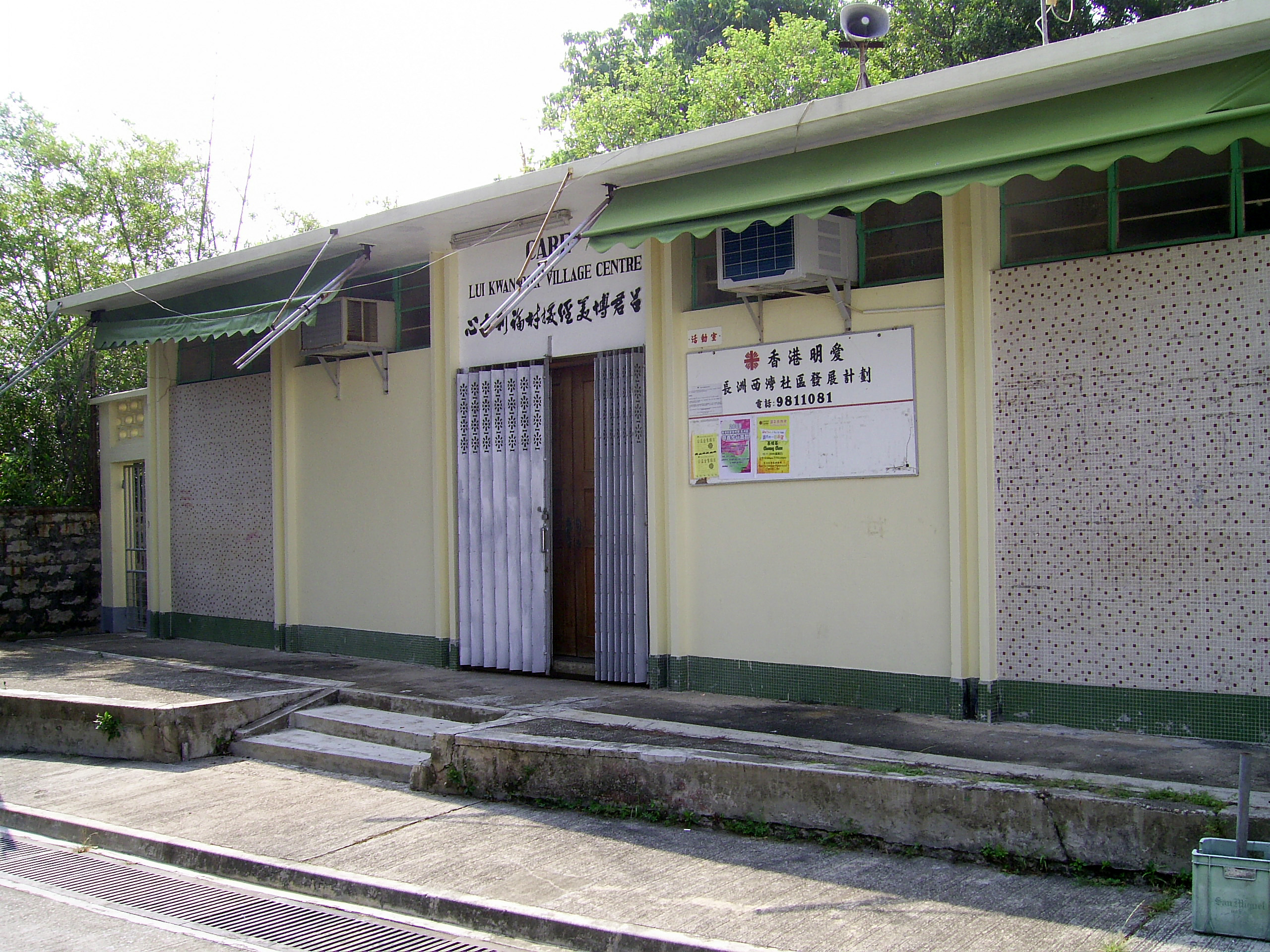
長洲西灣社區發展計劃
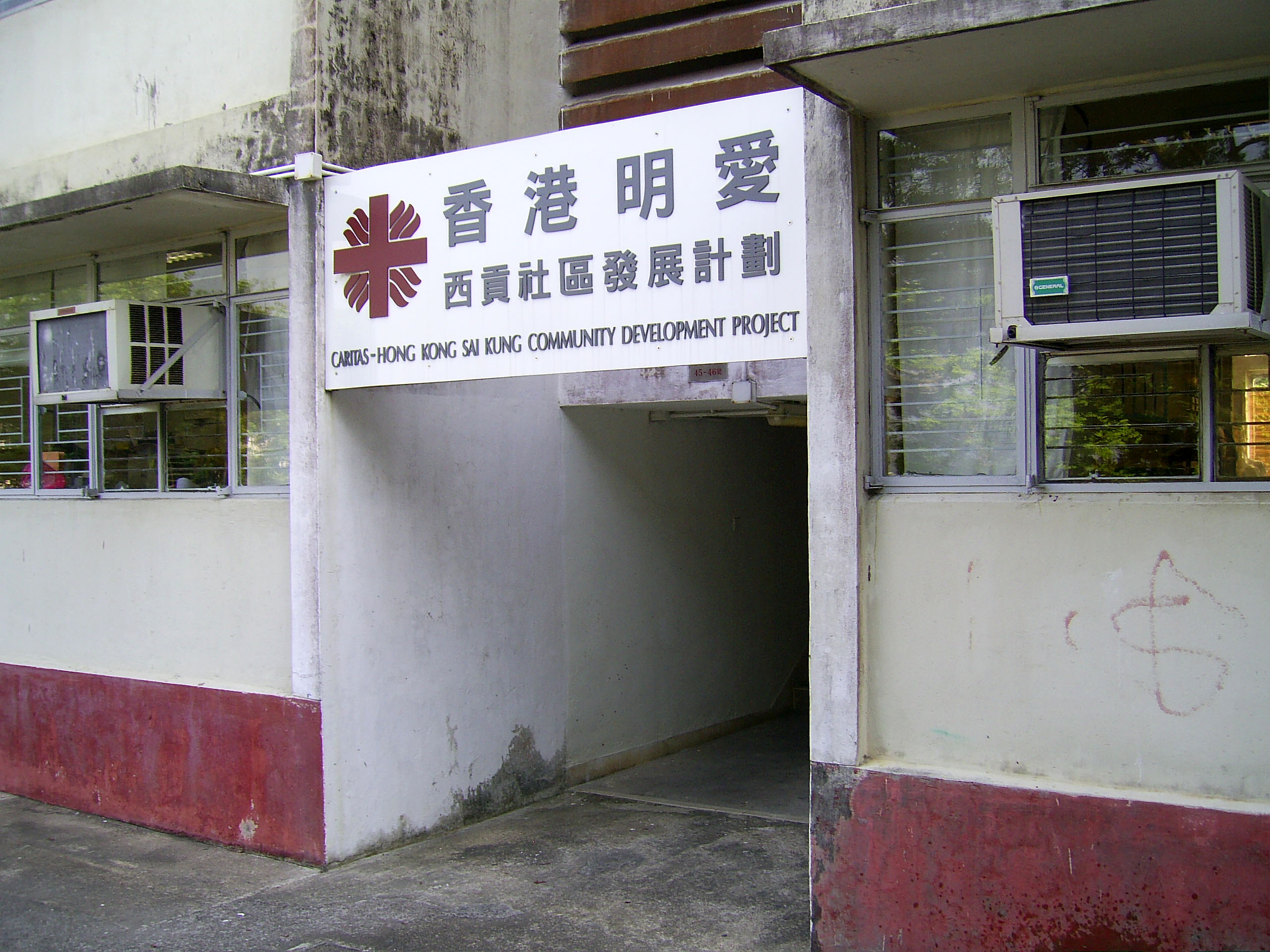
西貢社區發展計劃
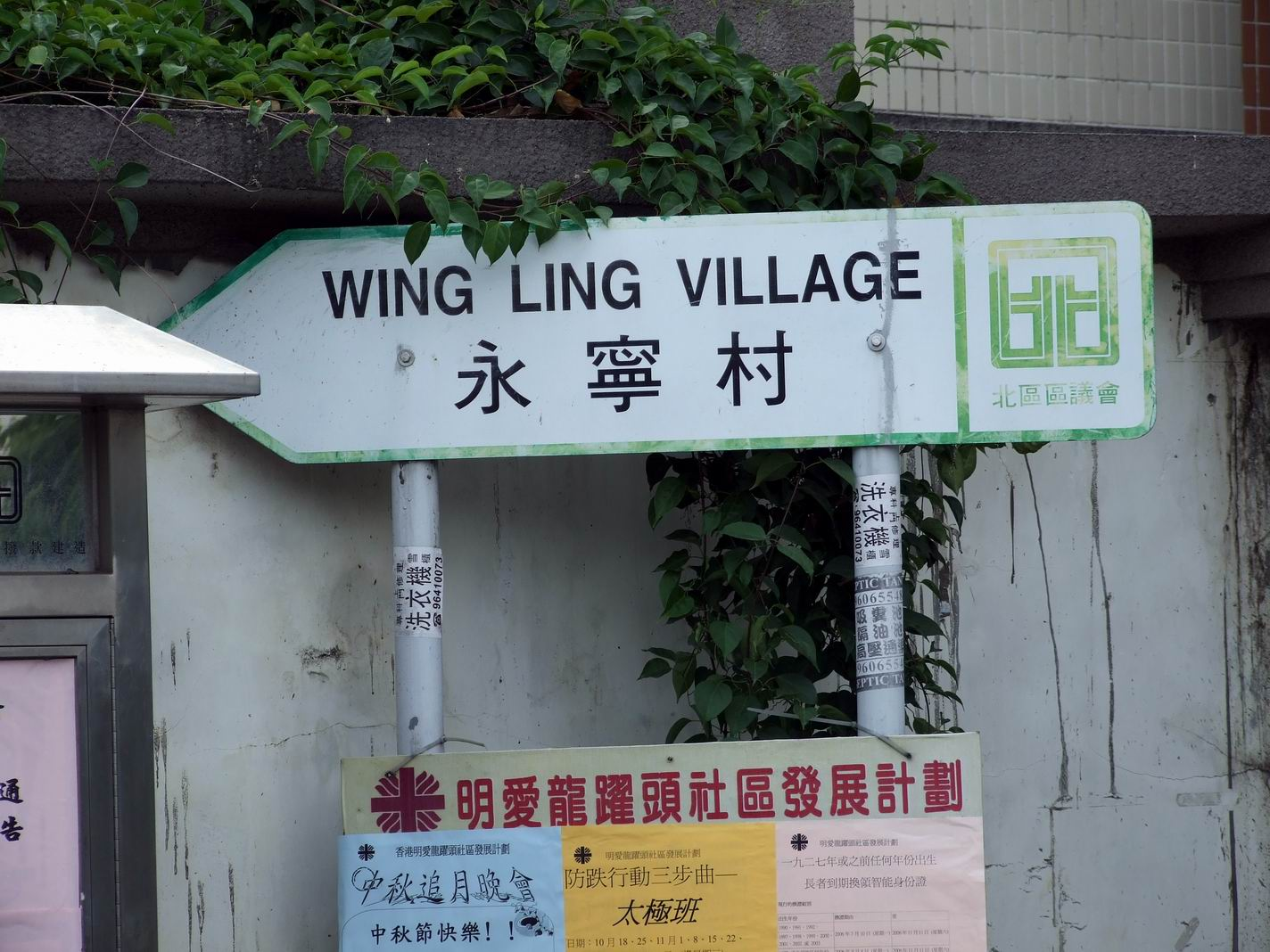
龍躍頭社區發展計劃

### 安老服務

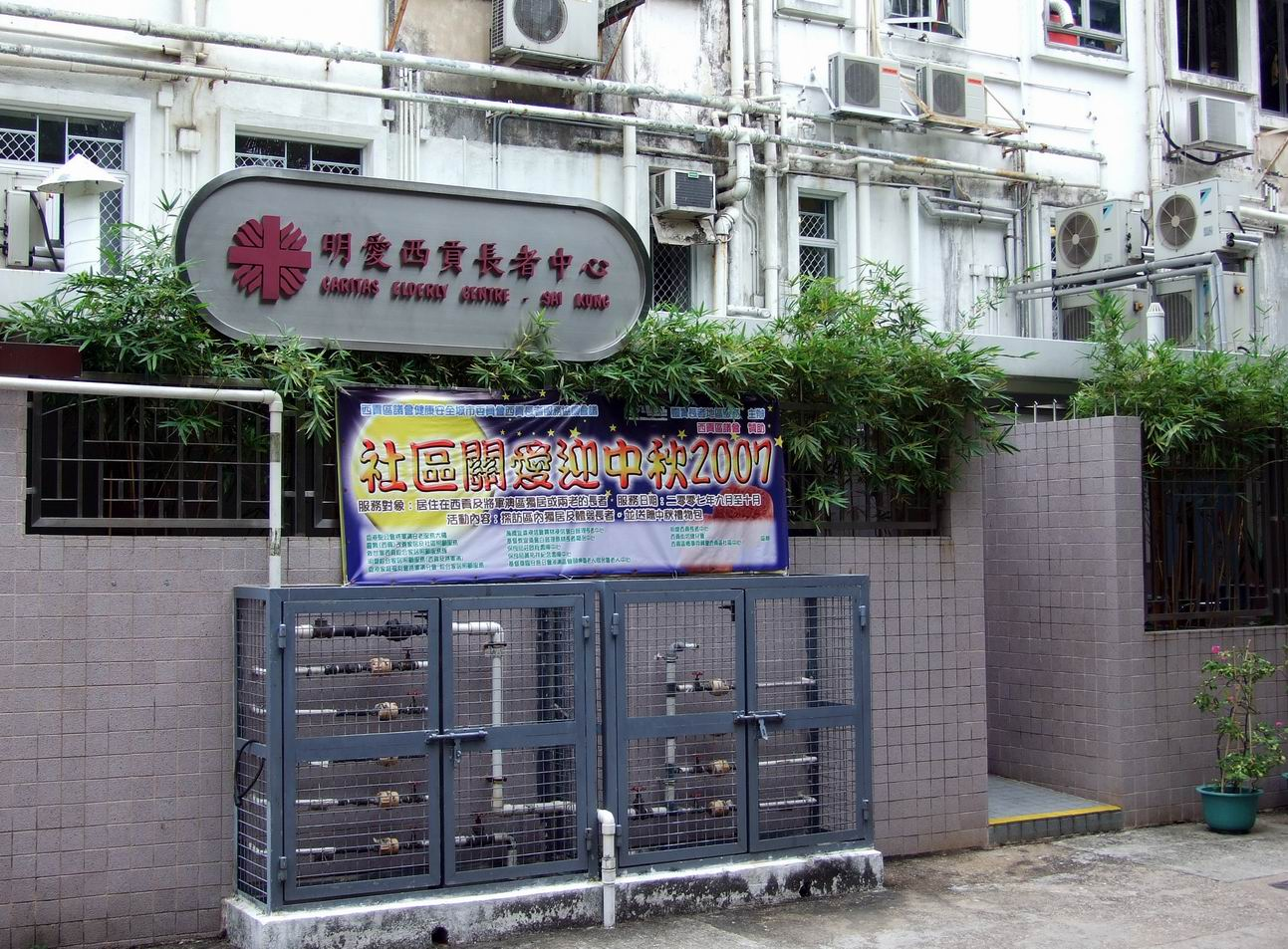
明愛西貢長者中心－西貢

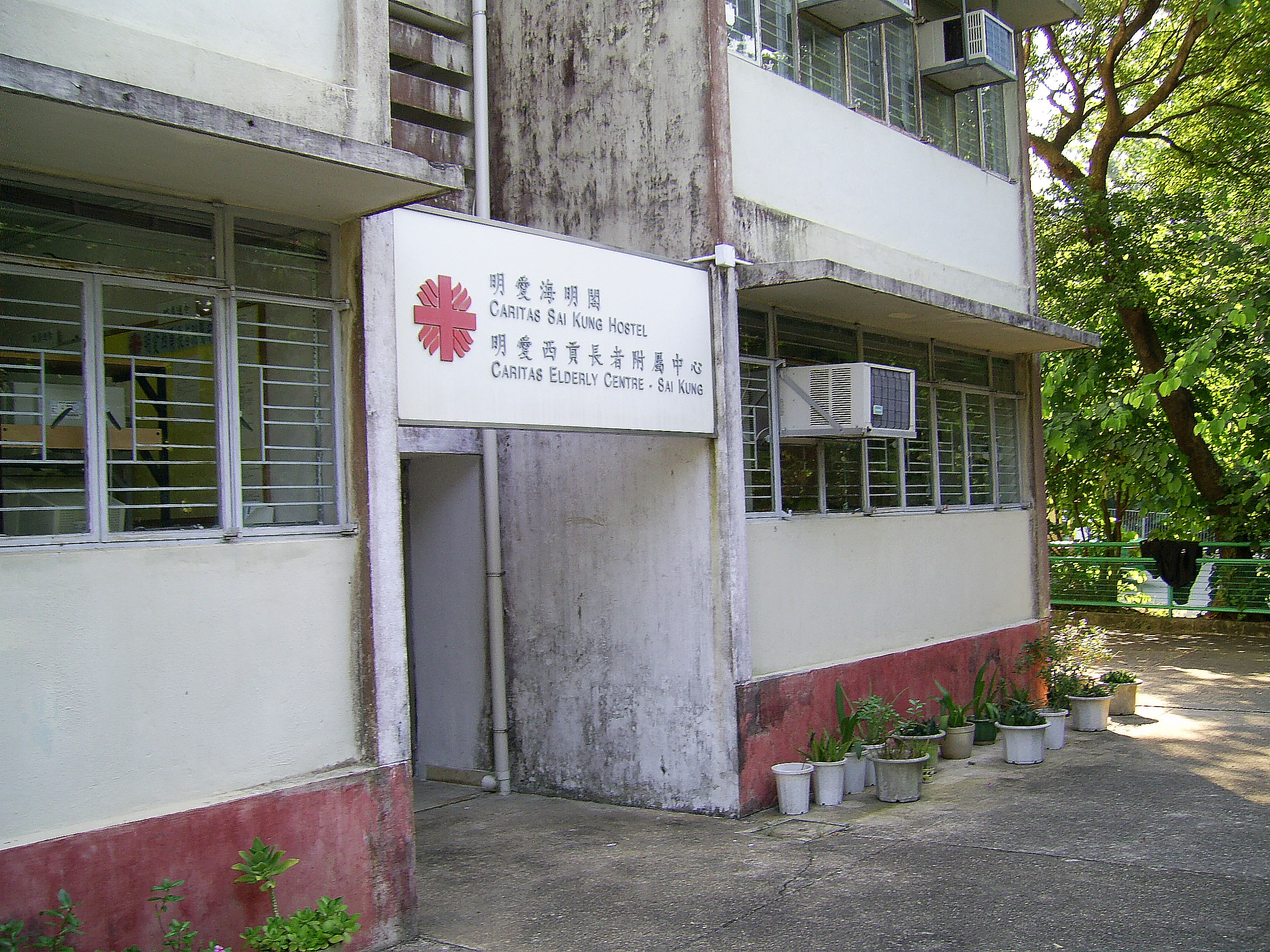
明愛海明閣

明愛於1979年成立「安老服務」，倡導長者的尊嚴與權益，協助他們積極於社區內生活，促進助人自助的精神，並建立一個了解與關懷的社會。
- 長者中心
  - 明愛香港仔長者中心（香港仔田灣邨）
  - 明愛中區長者中心（中環堅道）
  - 明愛觀塘長者中心（觀塘翠屏邨）
  - 明愛麗閣長者中心（長沙灣麗閣邨）
  - 明愛梨木樹長者中心（葵涌梨木樹邨）
  - 明愛牛頭角長者中心（牛頭角彩盈邨）
  - 明愛西貢長者中心（西貢萬年街）
  - 明愛沙田長者中心（沙田文禮路）
  - 明愛東頭長者中心（黃大仙東頭邨）
  - 明愛天悅長者中心（天水圍天悅邨）

- 綜合家居照顧服務
  - 明愛田灣綜合家居照顧服務（田灣邨）
  - 明愛華富綜合家居照顧服務（華富邨）
  - 明愛隆亨綜合家居照顧服務（沙田隆亨邨）
  - 明愛沙田綜合家居照顧服務（沙田文禮路）
  - 明愛深水埗綜合家居照顧服務（石硤尾南山邨）
  - 明愛深水埗改善家居照顧服務（石硤尾南山邨）
  - 明愛北區綜合家居照顧服務（上水天平邨）
  - 明愛鑽石山綜合家居照顧服務（鑽石山鳳德邨）
  - 明愛西貢綜合家居照顧服務（西貢萬年街）
  - 明愛將軍澳綜合家居照顧服務（將軍澳翠林邨）
  - 明愛慈雲山綜合家居照顧服務（慈雲山慈正邨）
  - 明愛元朗綜合家居照顧服務（元朗水邊圍邨）

- 長者社區中心
  - 明愛鄭承峰長者社區中心（深水埗）（深水埗麗寶花園）
  - 明愛元朗長者社區中心（元朗水邊圍邨）
  - 明愛元朗長者社區中心－天澤中心（天水圍天澤邨）

- 日間護理中心
  - 明愛荃灣日間護理中心（荃灣，荃景圍）
  - 明愛西九龍日間護理中心（石硤尾，南山邨）
  - 明愛陸陳淑穎長者日間護理中心（荃灣，城門道明愛賽馬會荃灣服務樓）
  - 明愛賽馬會長者日間綜合服務中心（沙田，崗背街）
  - 明愛北區長者日間護理中心（上水，寶石湖邨）
  - 明愛李嘉誠護日間護理中心（屯門，華發街）

- 院舍服務
  - 明愛恩翠苑（西營盤高街）
  - 明愛富東苑（東涌富東邨）
  - 明愛馮黃鳳亭安老院（打鼓嶺坪輋路）
  - 明愛利孝和護理安老院（沙田崗背街）
  - 明愛李嘉誠護理安老院（屯門華發街）
  - 明愛富亨苑（大埔富亨邨）
  - 明愛麗閣苑（長沙灣麗閣邨）
  - 明愛盈水閣（元朗水邊圍邨）
  - 明愛賽馬會恩暉苑（明愛賽馬會荃灣服務樓內）

- 非資助服務
  - 明愛醫院離院長者綜合支援計劃—明愛深水埗家居支援隊（服務深水埗區，會址：明愛醫院懷愛樓）
  - 明愛賽馬會照顧者資源及支援中心（全港服務，會址：聖方濟各大學9樓）
  - 明愛臻匯坊（全港服務，會址：文禮路）
  - 明愛寧安服務（全港服務，會址：明愛牛頭角長者中心）
  - 明愛臻藝坊（全港服務，會址：新界葵涌大連排道132號TLP 132，1樓A室）

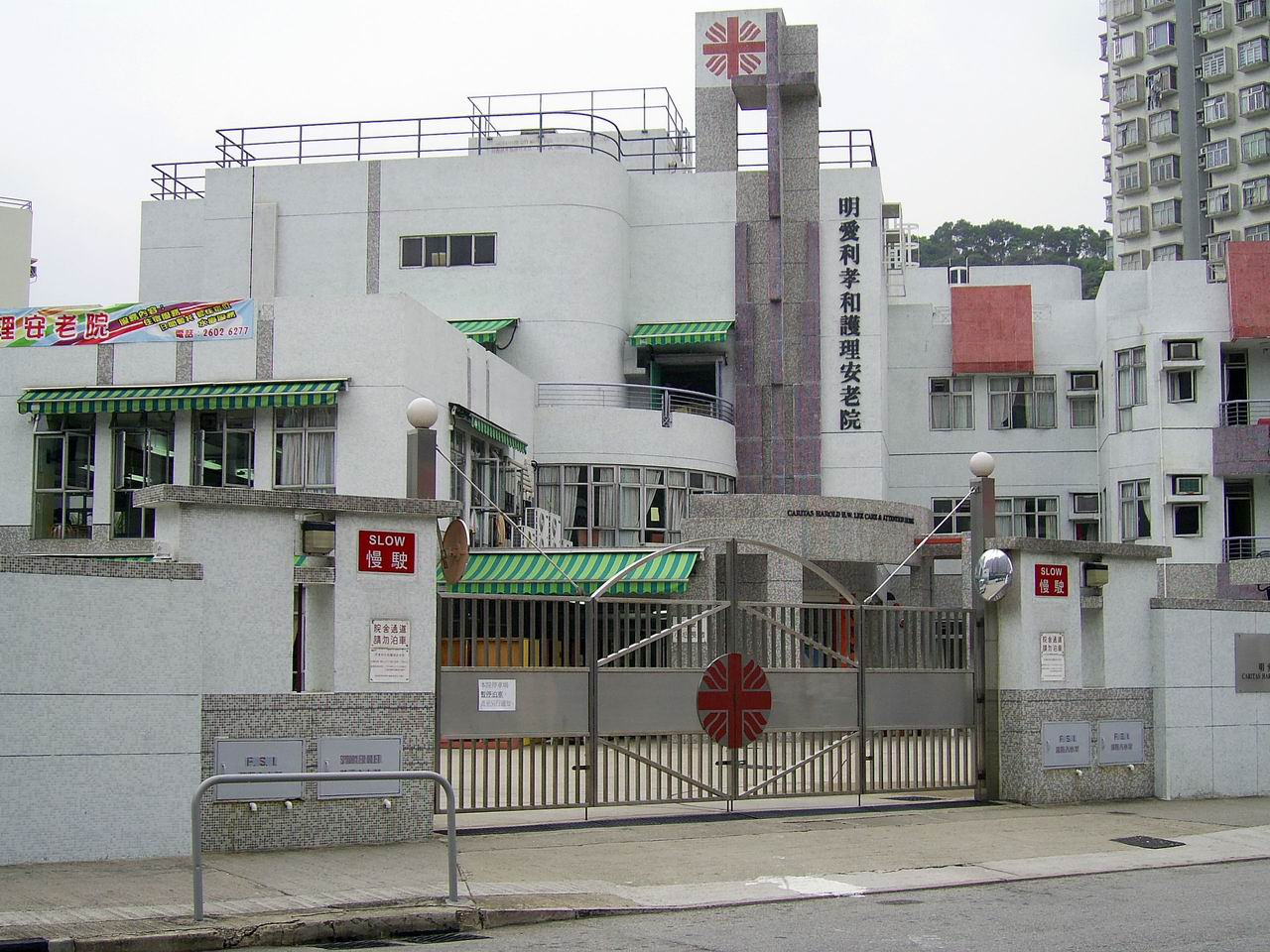
明愛利孝和護理安老院
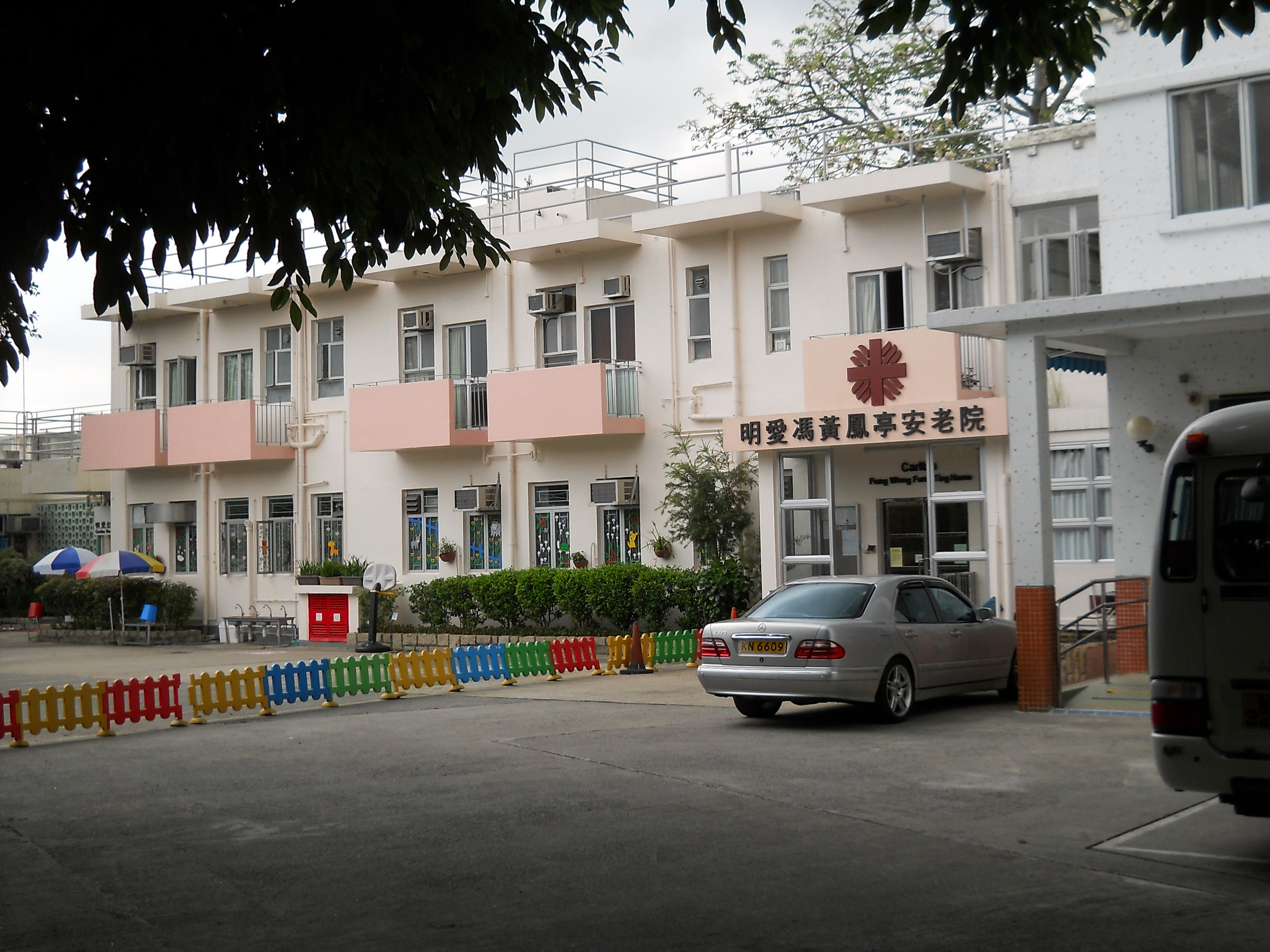
明愛馮黃鳳亭安老院

- 明愛長青學院：讓長者透過常規與非常規的學習，促進身體及精神的健康，增長知識，融入社會。
- 長者資訊黃頁

### 家庭服務

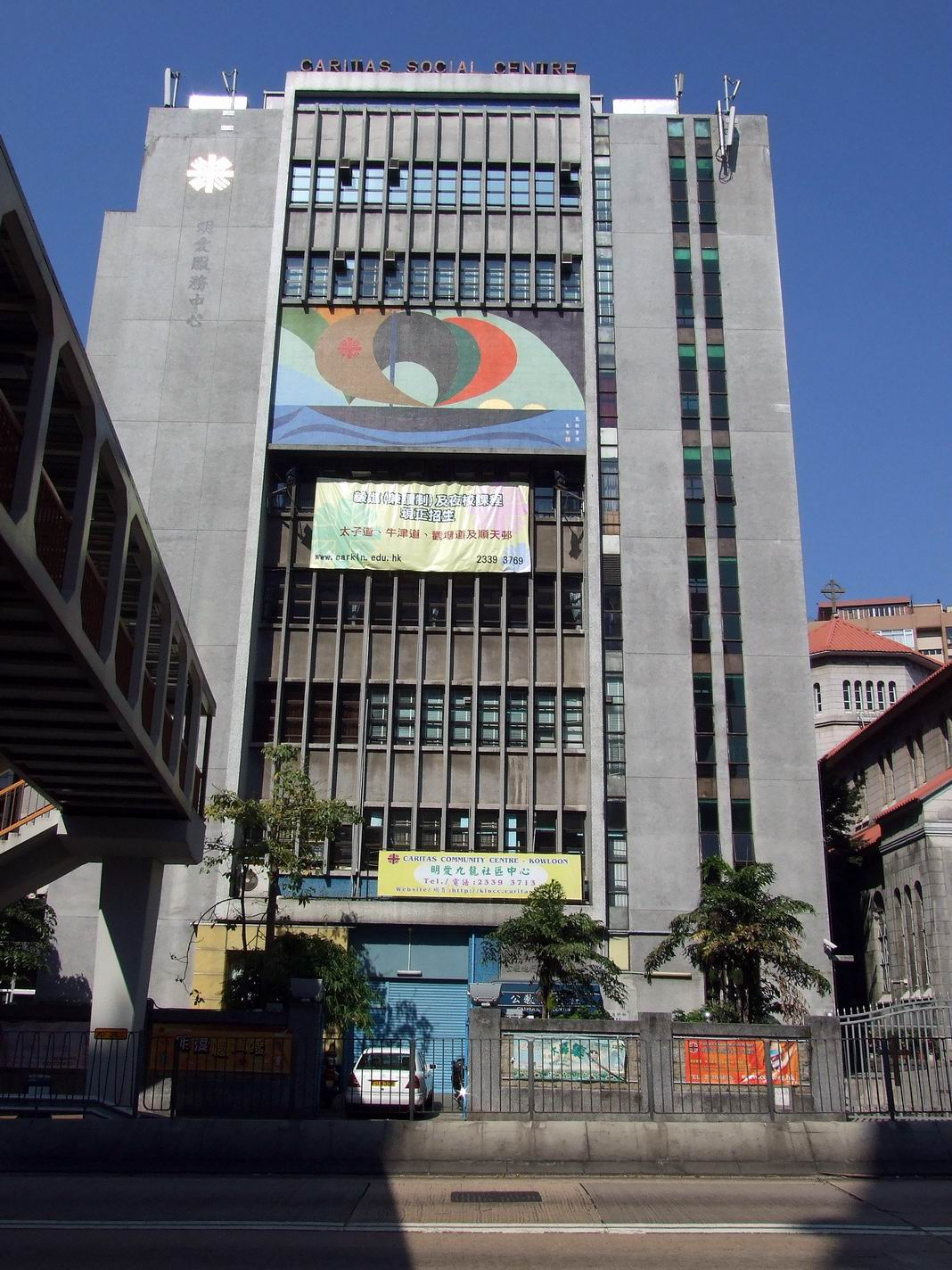
明愛九龍社區中心

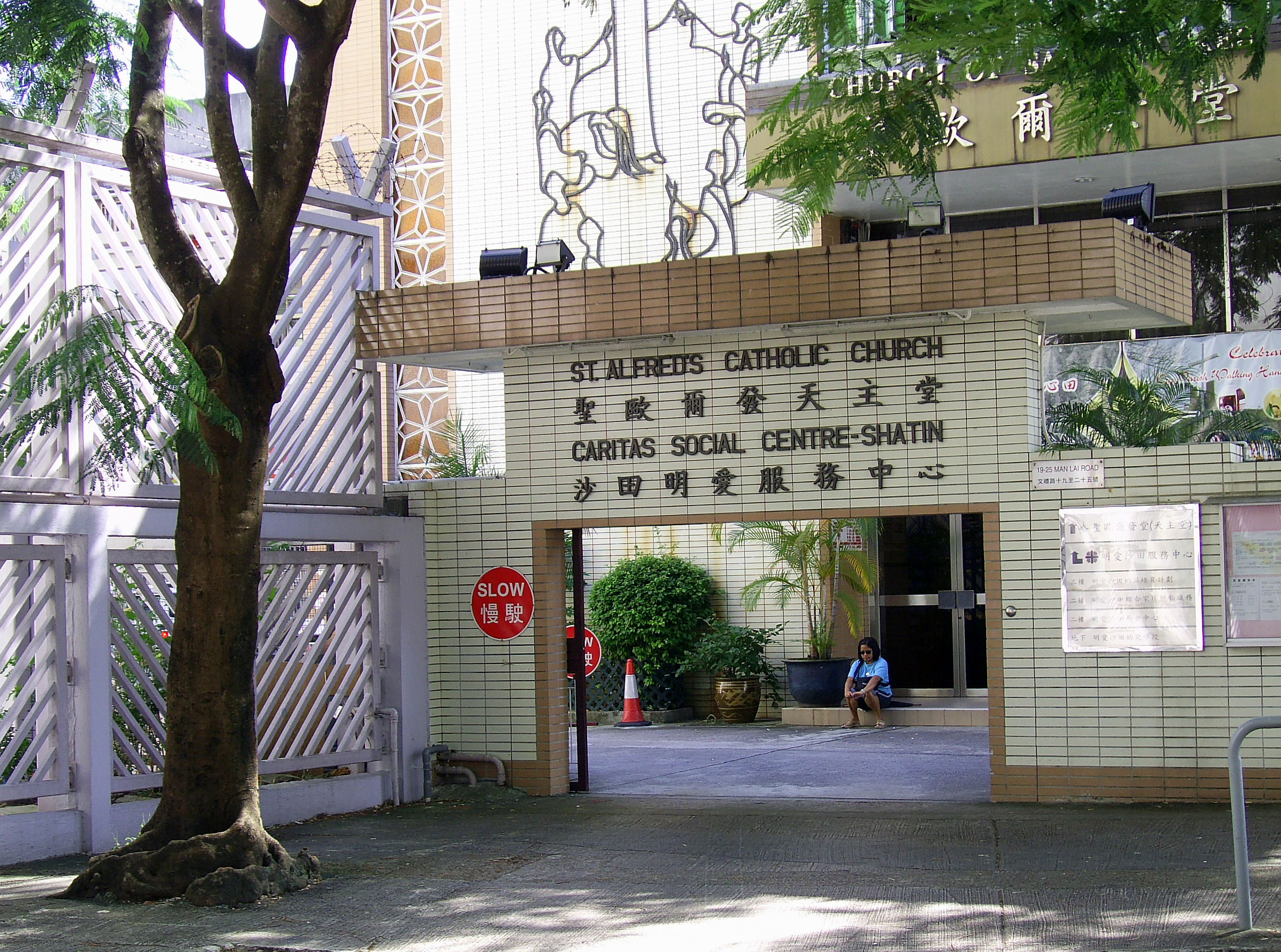
沙田明愛服務中心

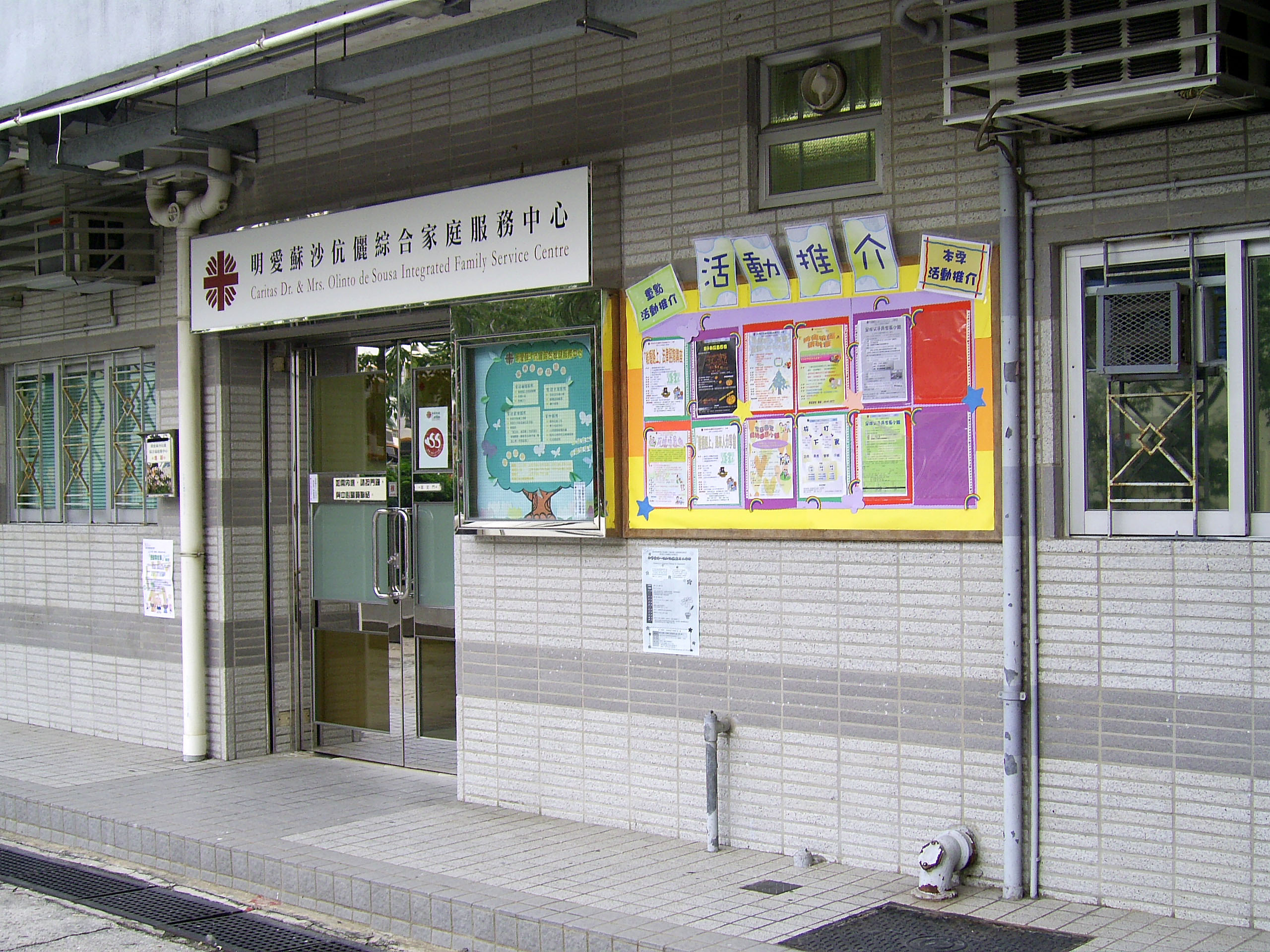
明愛蘇沙伉儷綜合家庭服務中心

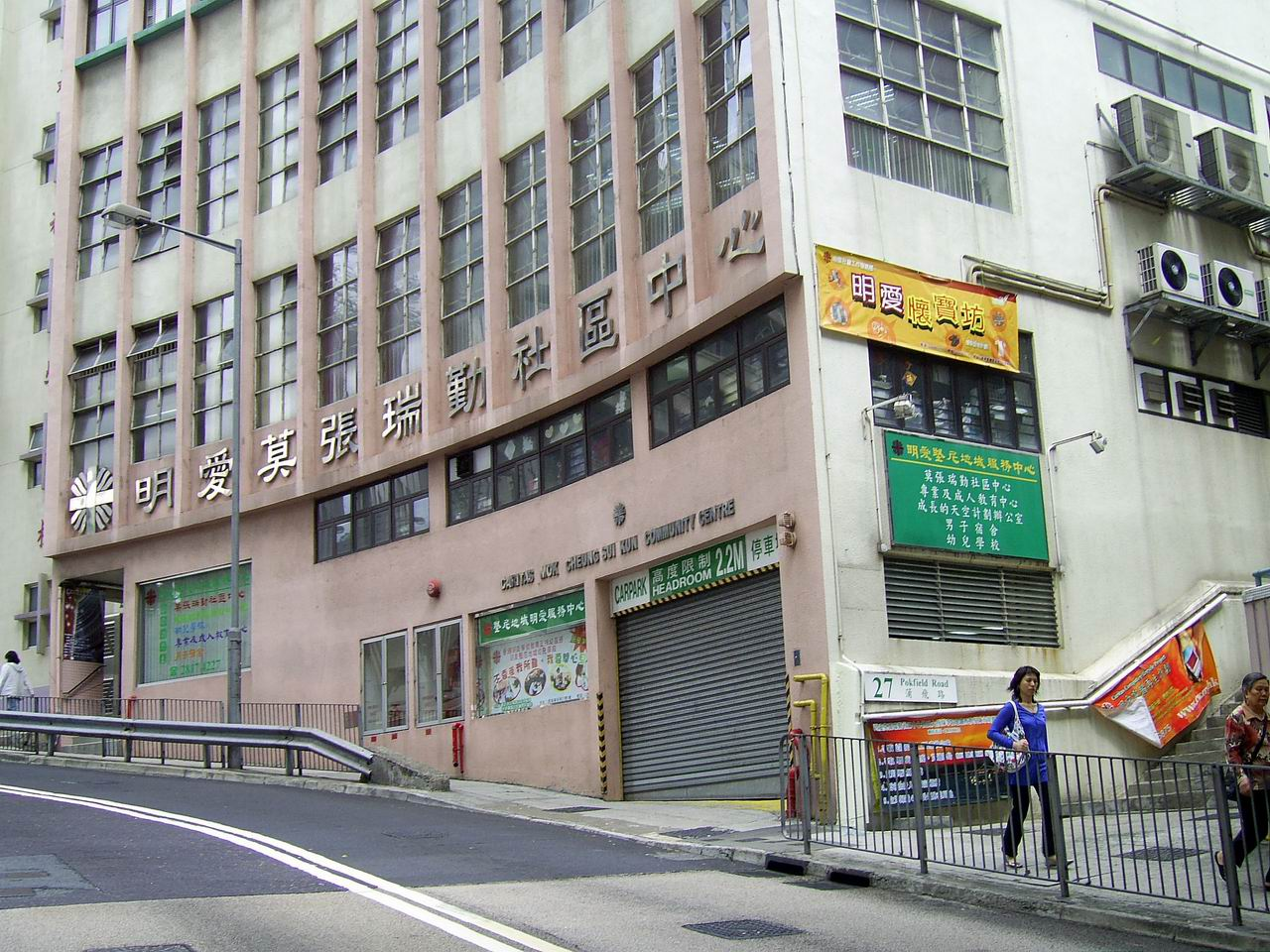
明愛莫張瑞勤社區中心

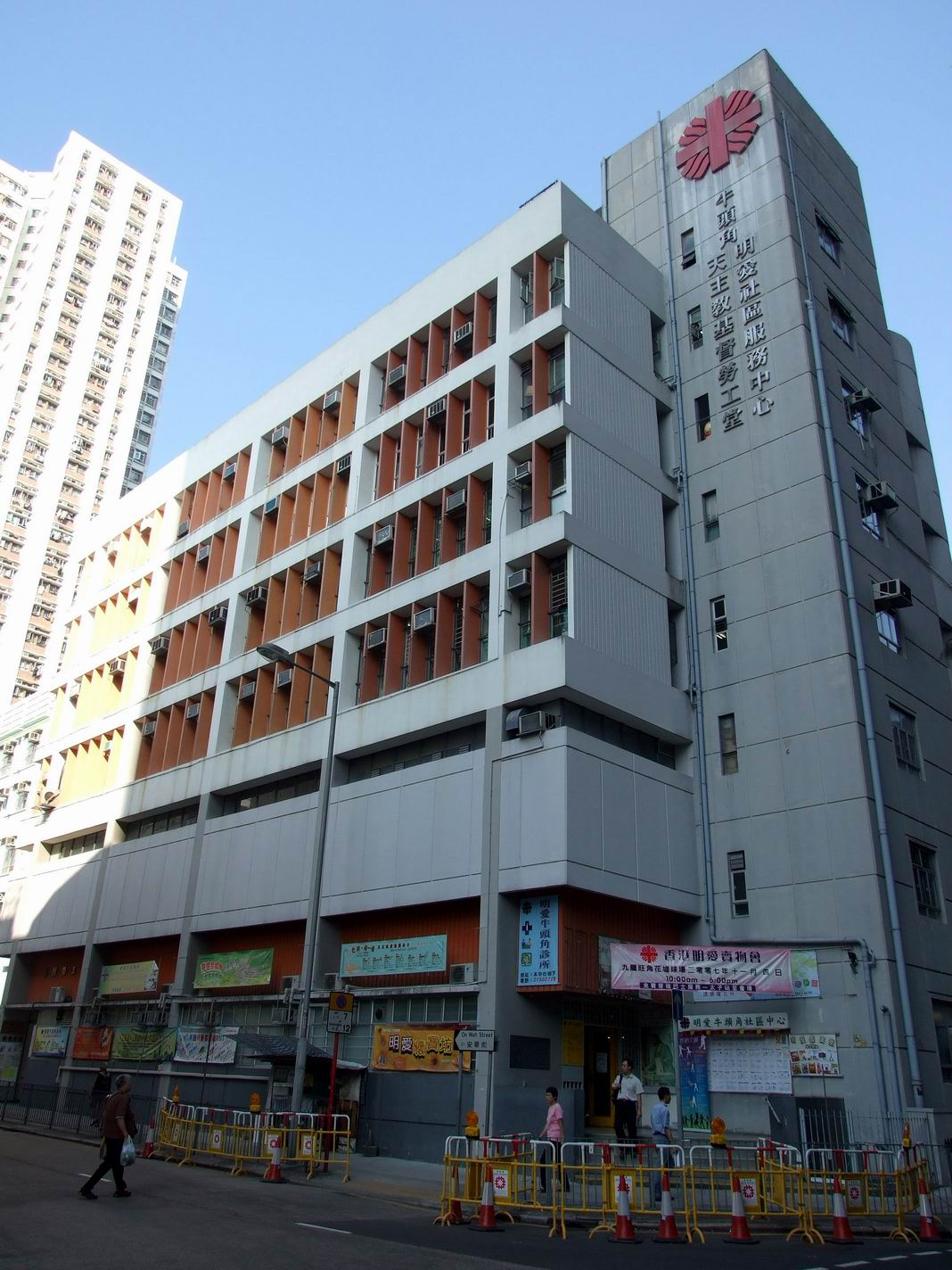
明愛牛頭角服務中心

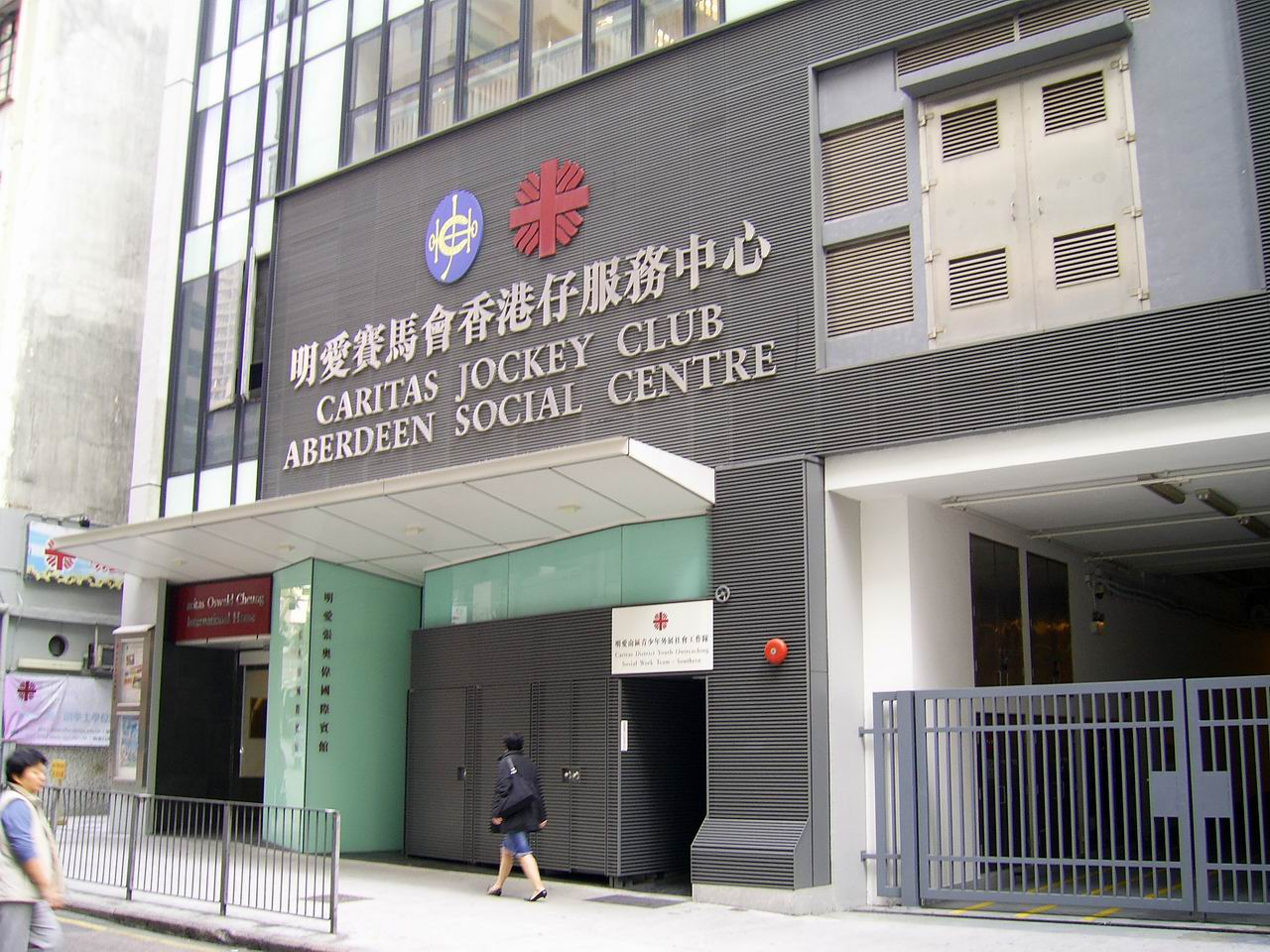
明愛香港仔綜合家庭服務中心

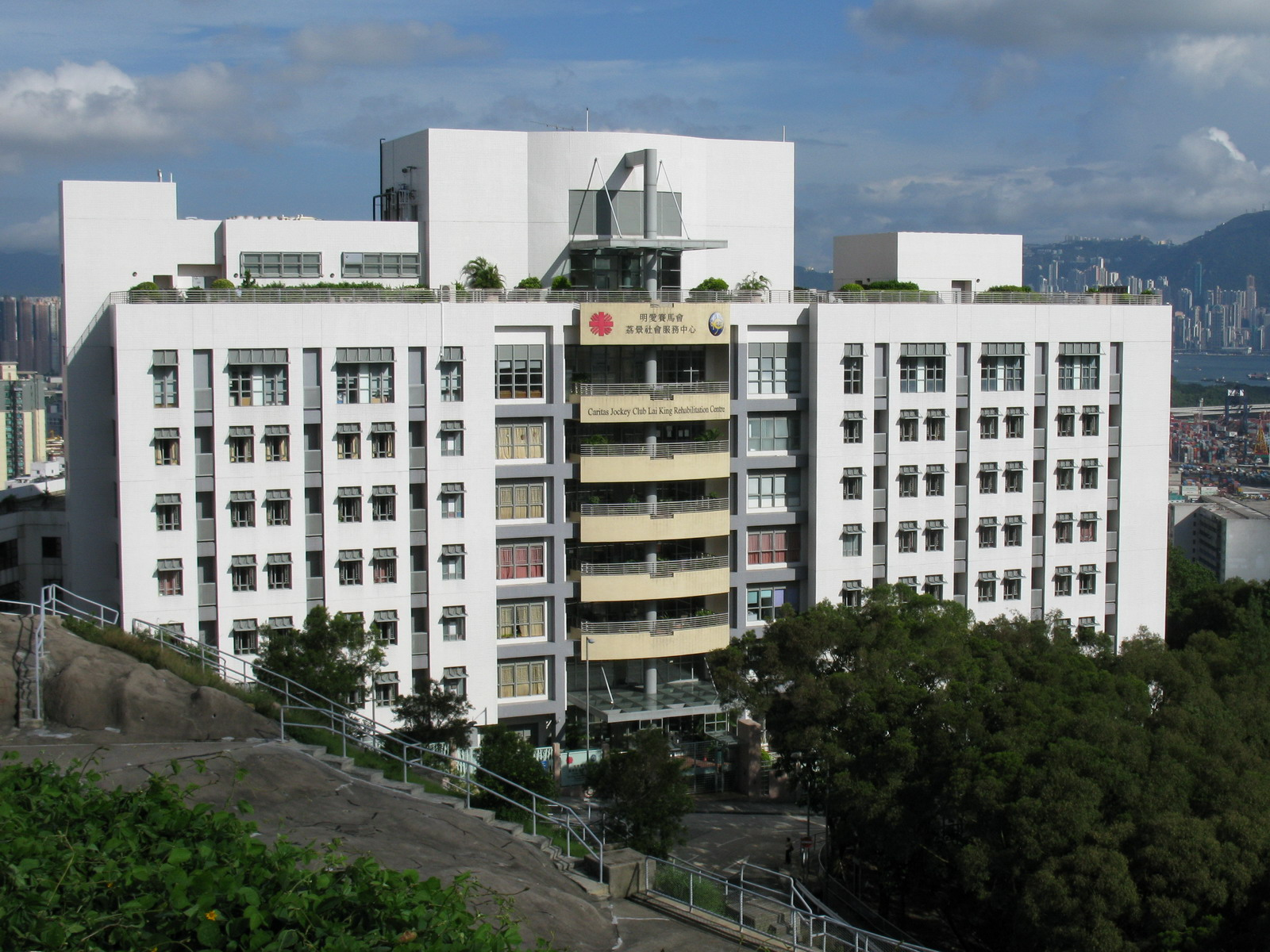
明愛賽馬會荔景社會服務中心

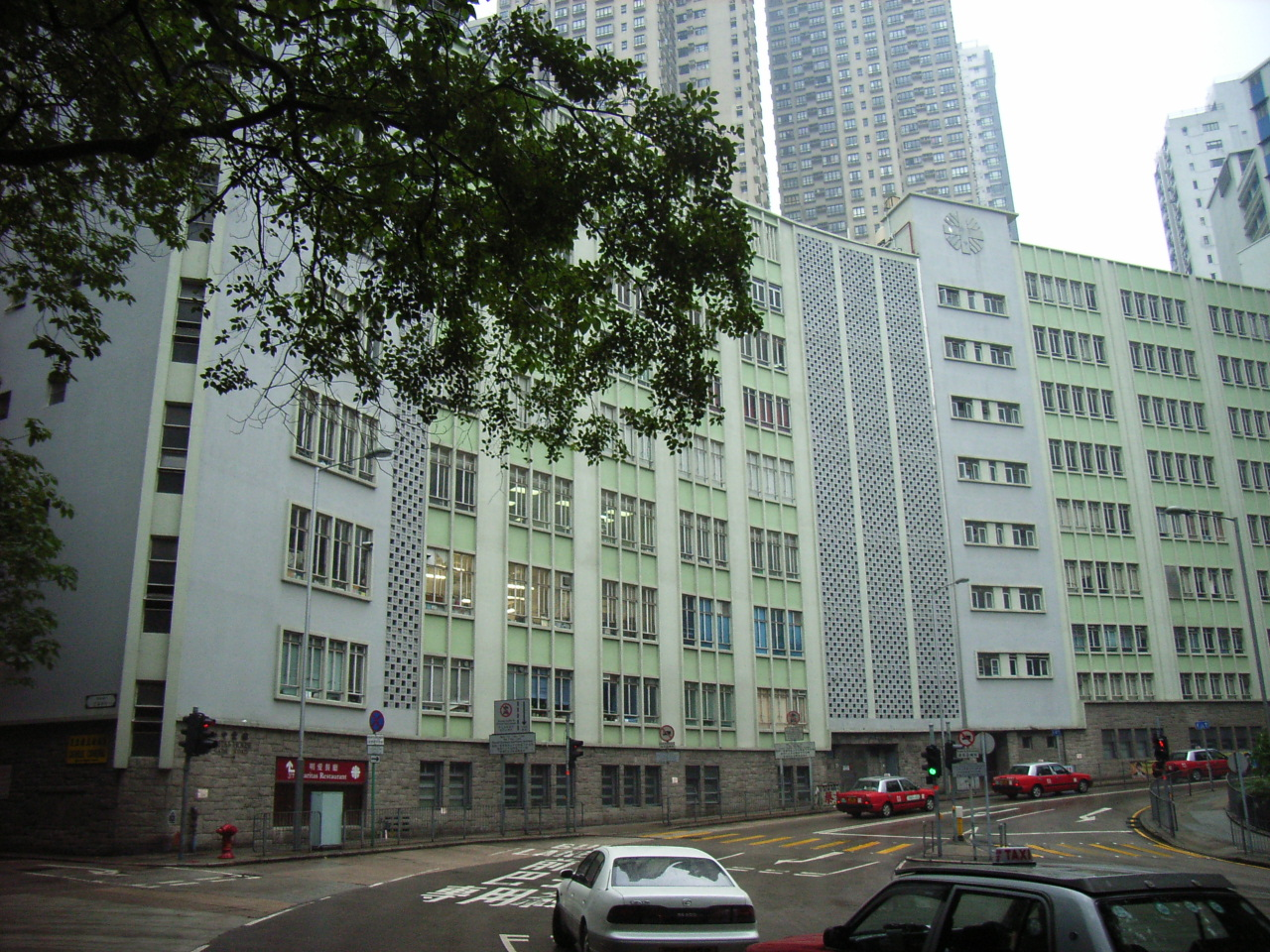
明愛堅道社區中心

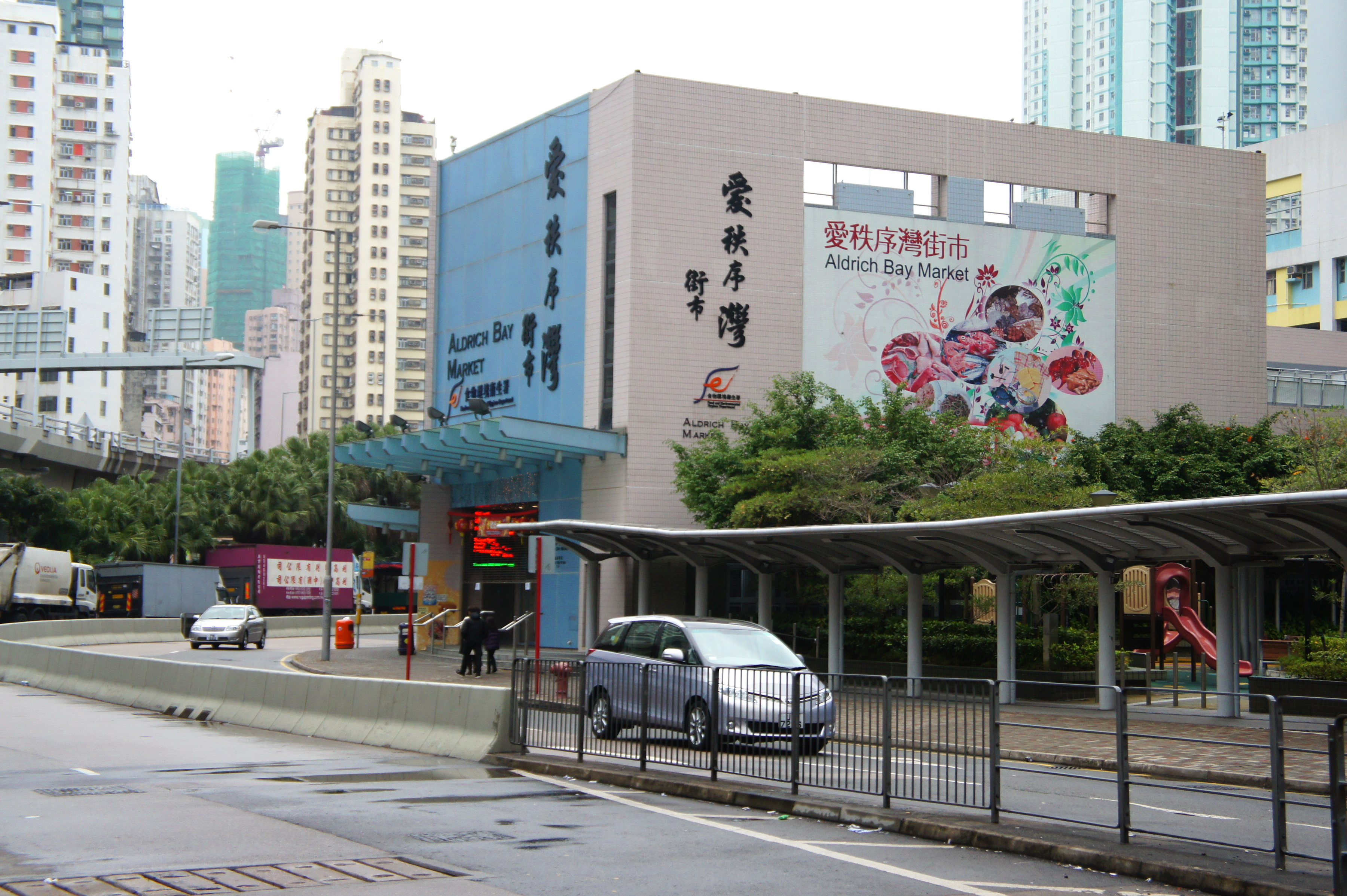
位於愛秩序灣綜合服務大樓二樓的明愛筲箕灣綜合家庭服務中心

方向及使命：提供優質的專業服務以促進家庭和諧關係，提昇個人及家庭整體應付困難的能力，並改善生活質素。
- 綜合家庭服務中心：明愛家庭服務經過服務重整，成立8個綜合服務中心。
  - 明愛香港仔綜合家庭服務中心（田灣街明愛賽馬會香港仔服務中心3及5樓）
  - 明愛筲箕灣綜合家庭服務中心（筲箕灣愛秩序灣綜合服務大樓）
  - 明愛東頭綜合家庭服務中心（黃大仙樂善道26號東頭社區中心1樓）
  - 明愛屯門綜合家庭服務中心（屯門良景邨）
  - 明愛荃灣綜合家庭服務中心（荃灣石圍角邨）
  - 明愛蘇沙伉儷綜合家庭服務中心（沙田沙角邨）
  - 明愛天水圍綜合家庭服務中心（天水圍天瑞邨）
  - 明愛粉嶺綜合家庭服務中心（粉嶺粉嶺南政府綜合大樓三樓）

- 學校社會工作服務
- 明愛香港仔學校社會工作服務（香港仔田灣街20號地下）
- 明愛堅道學校社會工作服務（半山堅道）
- 明愛牛頭角學校社會工作服務（牛頭角安德道）
- 明愛九龍學校社會工作服務（九龍城界限街）
- 明愛新界西學校社會工作服務（屯門）
- 明愛沙田學校社會工作服務（沙田沙角邨）

- 男士服務：1998年3月正式成立全港首間專為男士而設的社會服務中心，由最初之父親親職及夫婦課程，發展為更多類型的活動。
  - 明愛男士成長中心（沙田，沙角邨）

- - 危機支援服務：於2001年成立向晴軒，針對個人／家庭危機、情緒困擾或創傷而設的危機支援中心，提供一站式服務。
- 明愛向晴軒（九龍灣）

- - 戒毒服務
- 明愛樂協會－香港中心（灣仔，修頓中心）
- 明愛樂協會－九龍中心（九龍，東頭邨，將在白英奇搬遷後喬遷至油麻地）
- 明愛黃耀南中心（將軍澳）

- 戒賭服務：成立於2003年10月15日，由民政事務局平和基金資助，輔導問題／病態賭徒和他們的家人。
  - 明愛展晴中心（荃灣眾安街）（市區分部：油麻地）

- 全人發展培訓中心：個人及家庭成長計劃、學校支援計劃、僱員發展計劃、家庭啟導成長計劃
  - 明愛全人發展培訓中心－香港中心（半山堅道）
  - 明愛全人發展培訓中心－九龍中心（九龍界限街）

- 心理健康輔導計劃
- 明愛心理健康輔導計劃（沙田沙角邨）

- 臨床心理輔導服務
  - 明愛臨床心理服務（沙田沙角邨）

- 性侵犯綜合輔導服務
  - 明愛曉暉計劃－性侵犯綜合輔導服務（荃灣城門道）

### 康復服務
致力發展智障人士在學前、學齡及成人階段所需的各種配套服務。
- 學前服務
  - 明愛樂興幼兒中心
  - 明愛樂幼學前教育及訓練中心
  - 明愛樂苗學前教育及訓練中心

- 展能中心及宿舍
  - 明愛樂豐展能中心
  - 明愛樂謙展能中心
  - 明愛陳震夏展能中心
  - 明愛樂毅展能中心
  - 明愛樂然展能中心
  - 明愛陳震夏宿舍
  - 明愛樂頌宿舍
  - 明愛樂敬宿舍
  - 明愛樂盛宿舍
  - 明愛樂和宿舍
  - 明愛樂華宿舍
  - 明愛粉嶺宿舍

- 成人服務
  - 明愛樂行工場
  - 明愛樂健工場
  - 明愛樂務綜合職業訓練中心（九龍亞皆老街）

- 支援服務
  - 明愛家長資源中心
  - 明愛樂越家長資源中心
  - 明愛樂揚家長資源中心
  - 明愛樂成長學前到校支援服務
  - 明愛星友同行計劃
  - 明愛「賽馬會喜躍悅動」計劃
  - 明愛「全校參與分層支援有自閉症的學生」計劃
  - 明愛樂薈牽

- 社會企業
  - 明愛天糧包餅工房
  - 明愛藝坊
  - 明愛懷寶坊環保回收計劃

### 青少年及社區服務
推動了解、關懷、參與及承擔的歷程，致力為青少年及社區的全面發展而工作。同時，亦鼓勵青少年的參與和發展，培養他們承擔個人社會的責任，促進互助和社會共融。
- 社區中心
  - 明愛香港仔社區中心（香港仔田灣街）
  - 明愛堅道社區中心（中環堅道）
  - 明愛九龍社區中心（九龍城太子道西）
  - 明愛莫張瑞勤社區中心（堅尼地城蒲飛路）
  - 明愛牛頭角社區中心（牛頭角安德道）
  - 明愛荃灣社區中心（荃灣城門道）

- 明愛荃灣社區中心

- 兒童及青少年中心
  - 明愛長康兒童及青少年中心（青衣長康邨）

- 青少年綜合服務

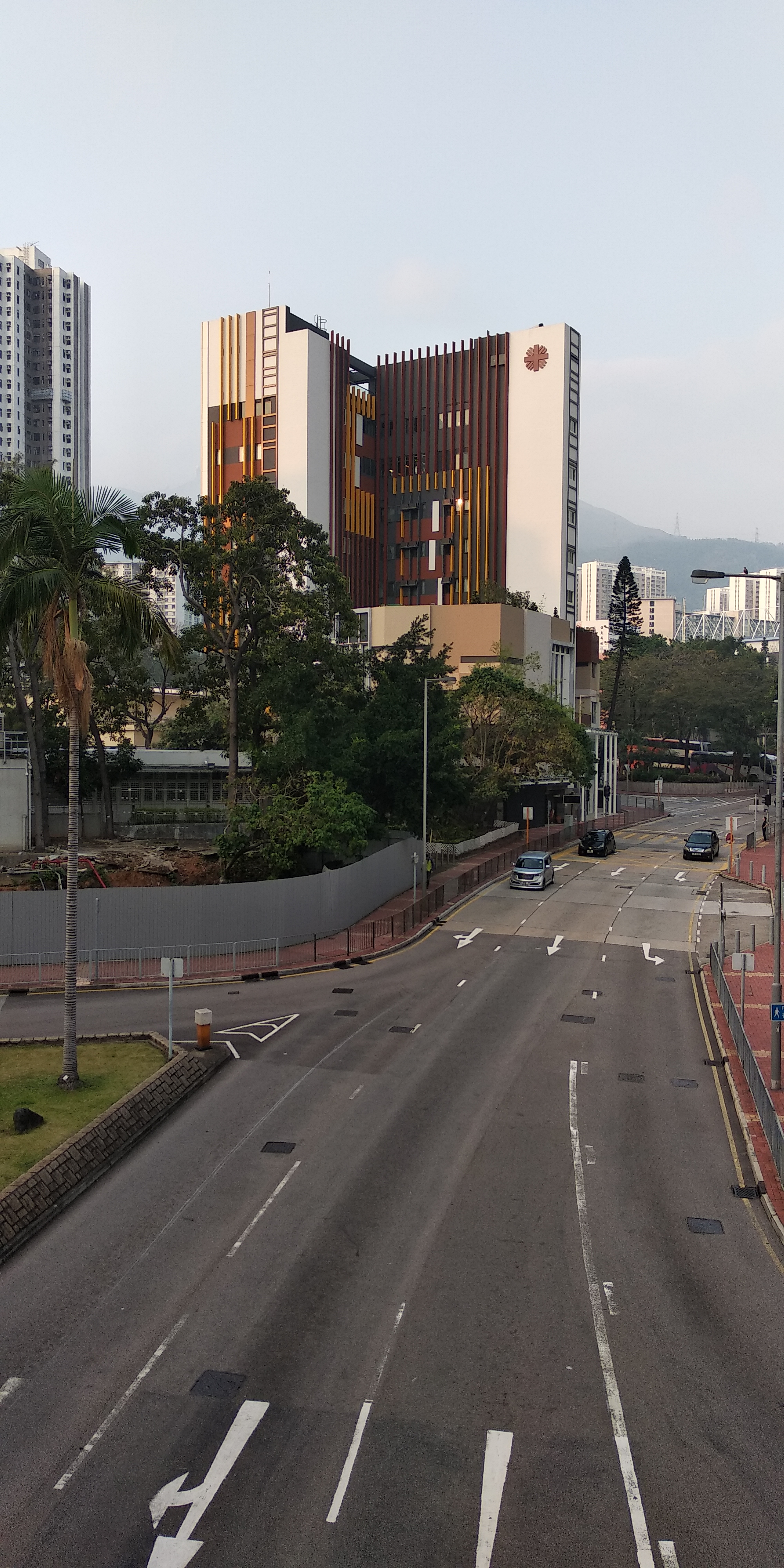
明愛荃灣社區中心

  - 明愛賽馬會梨木樹青少年綜合服務（荃灣梨木樹）
  - 明愛賽馬會石塘咀青少年綜合服務（西營盤第三街）
  - 明愛賽馬會赤柱青少年綜合服務（赤柱佳美道）
  - 明愛賽馬會德田青少年綜合服務（藍田德田邨）
  - 明愛賽馬會屯門青少年綜合服務（屯門兆禧苑）
  - 明愛賽馬會黃大仙青少年綜合服務（黃大仙東頭邨）

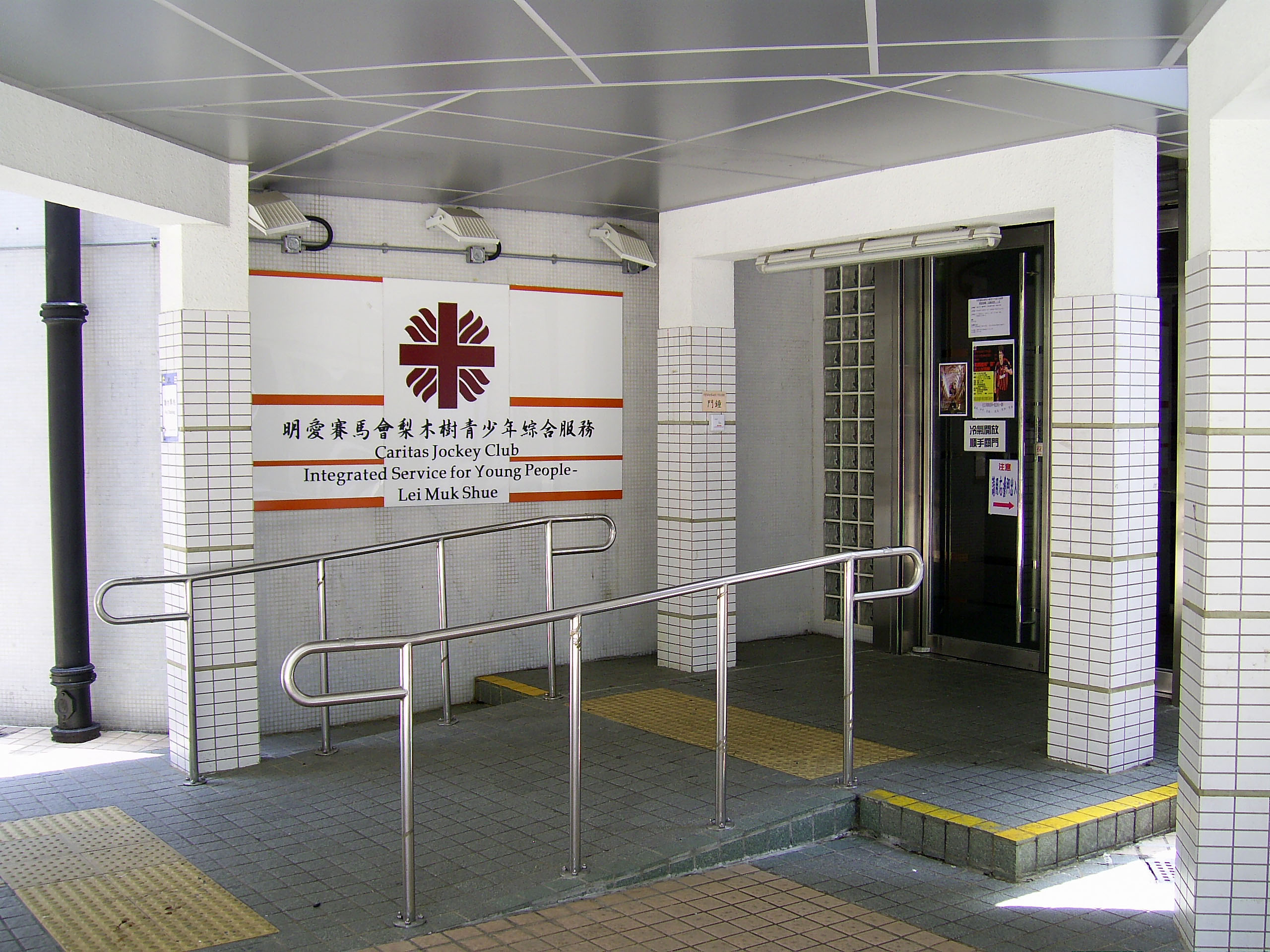
明愛賽馬會梨木樹青少年綜合服務
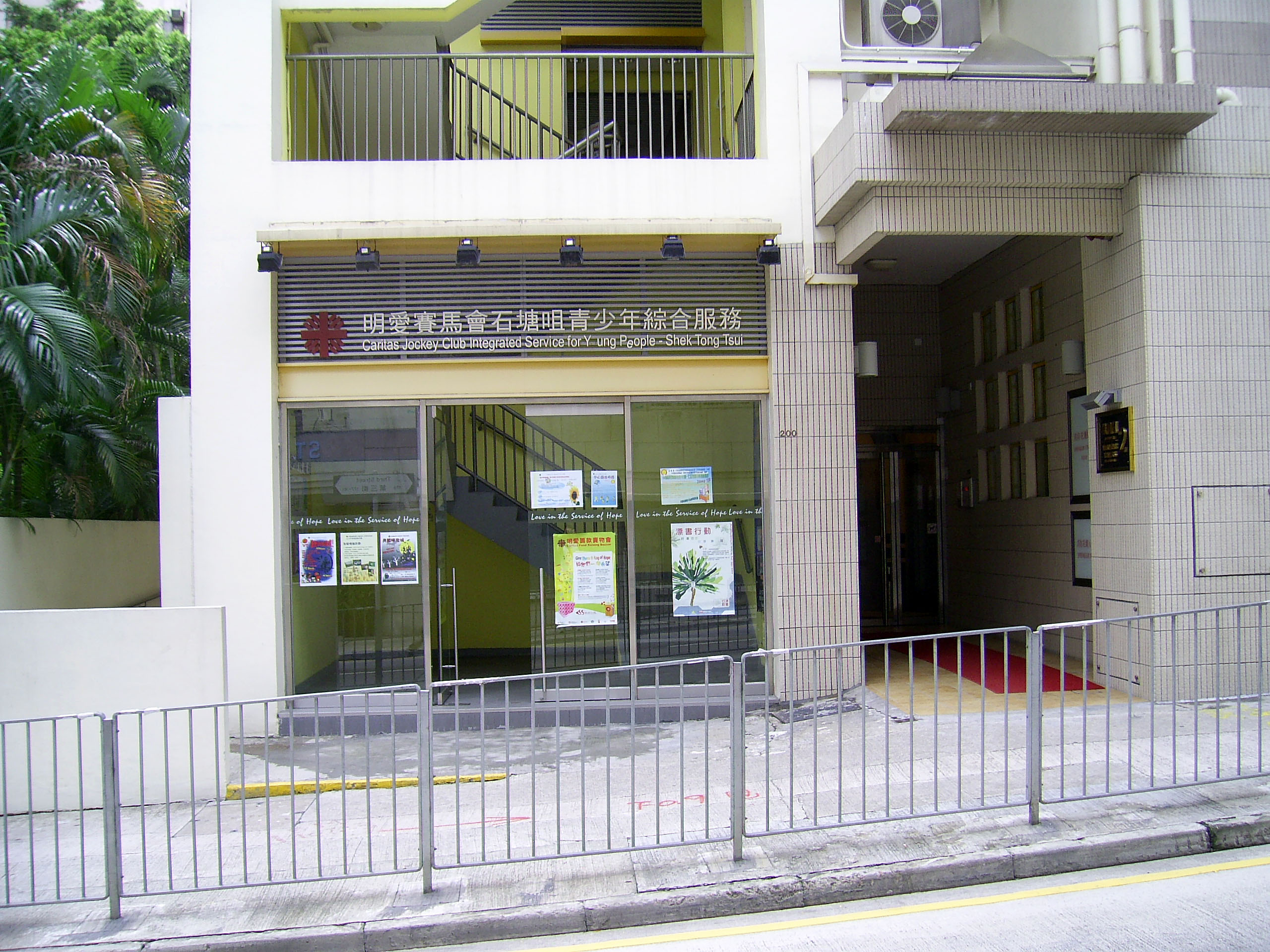
明愛賽馬會石塘咀青少年綜合服務

- 青少年外展社工
  - 明愛南區青少年外展社會工作隊（香港仔田灣街）
  - 明愛屯門區青少年外展社會工作隊（屯門蝴蝶邨）

- 社會企業
- 明愛電腦工場（土瓜灣宋皇臺道）
- CTRL+Z原點—明愛電腦工場（九龍灣宏開道）

### 其他社會工作服務
- 宿舍服務
  - 明愛大東宿舍（九龍，清水灣道）
  - 明愛紅磡勵苑（紅磡，紅菱街）
  - 明愛賽馬會彩雲宿舍（九龍，彩雲 (II) 邨）
  - 明愛培德中心（前為明愛曉星宿舍，九龍，東頭二邨）
  - 明愛培立中心（九龍，清水灣道）
  - 明愛粉嶺宿舍（粉嶺，雍盛苑）
  - 明愛樂恩中心（觀塘，彩興路）

- 難民服務：香港明愛自1970年開始與聯合國難民事務高級專員署合作，為難民提供照顧及服務。
- 移民服務：協助有意移居海外，與家人團聚的香港及澳門人士辦理有關簽証申請手讀。
- 海外領養服務：香港明愛正申請成為認可機構，暫時未能提供服務。
- 堂區社會服務：推動培育基督徒及愛德服務。

## 教育服務部

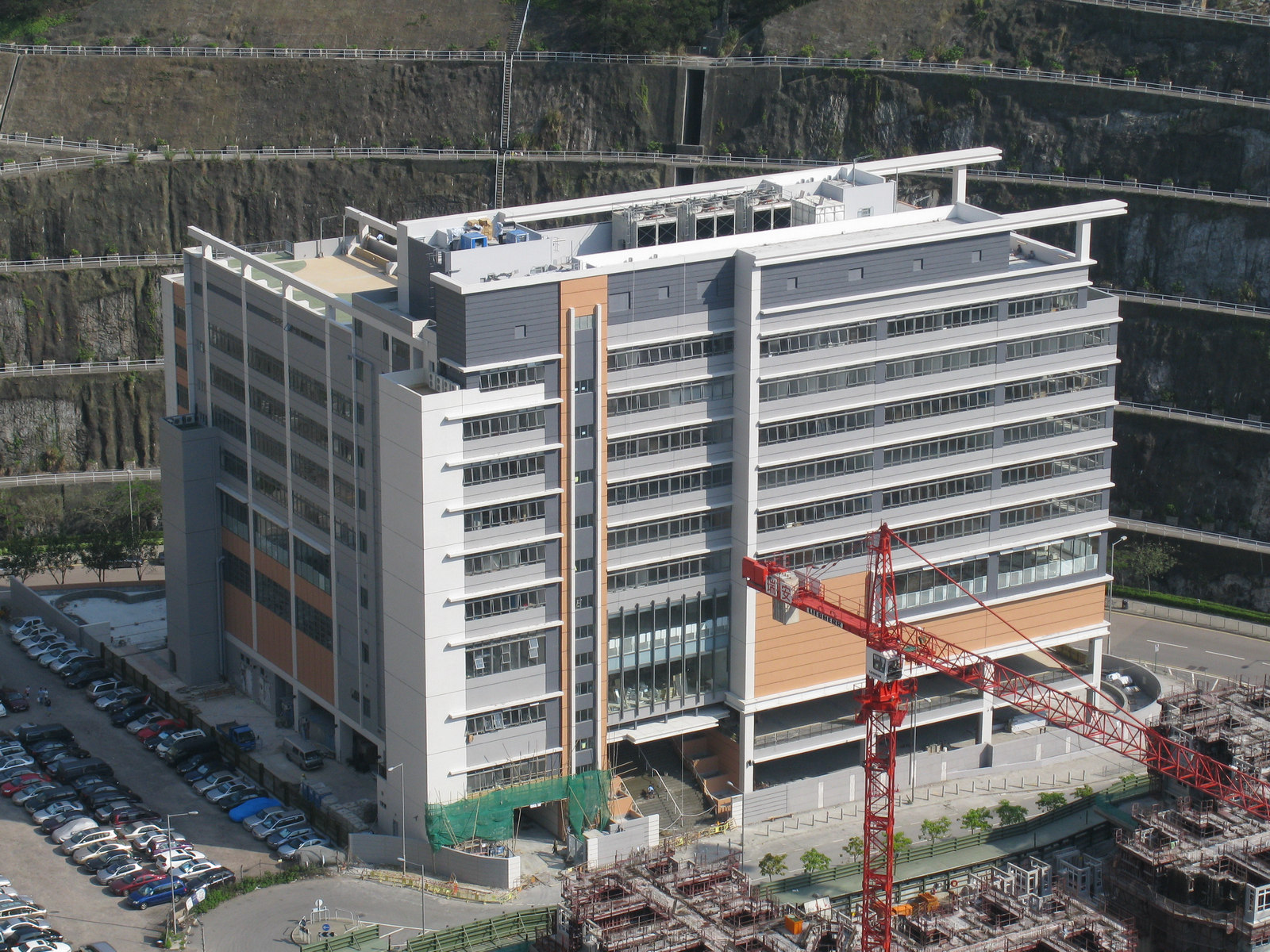
明愛白英奇專業學校/聖方濟各大學調景嶺校舍

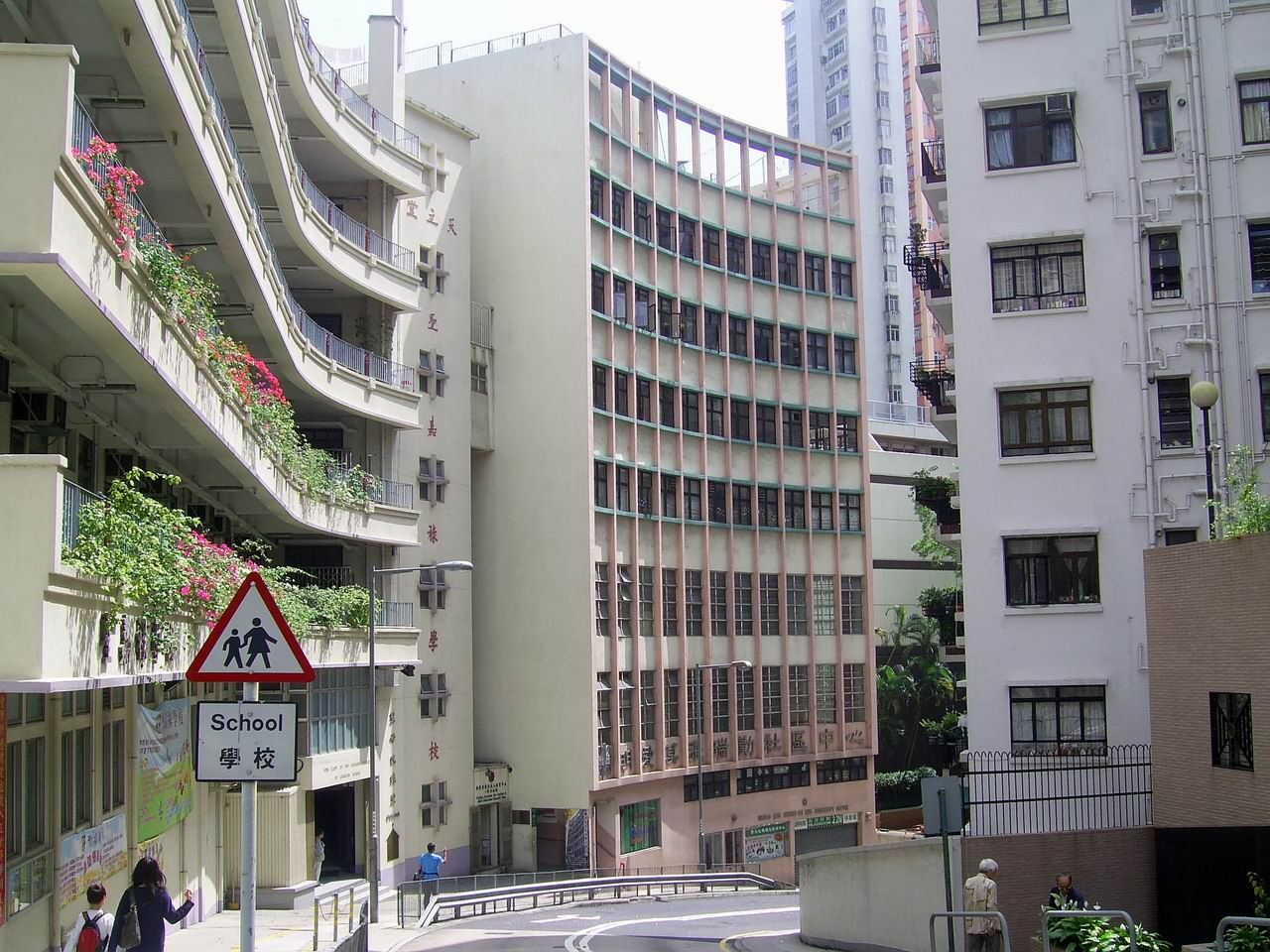
堅尼地城明愛專業及成人教育中心

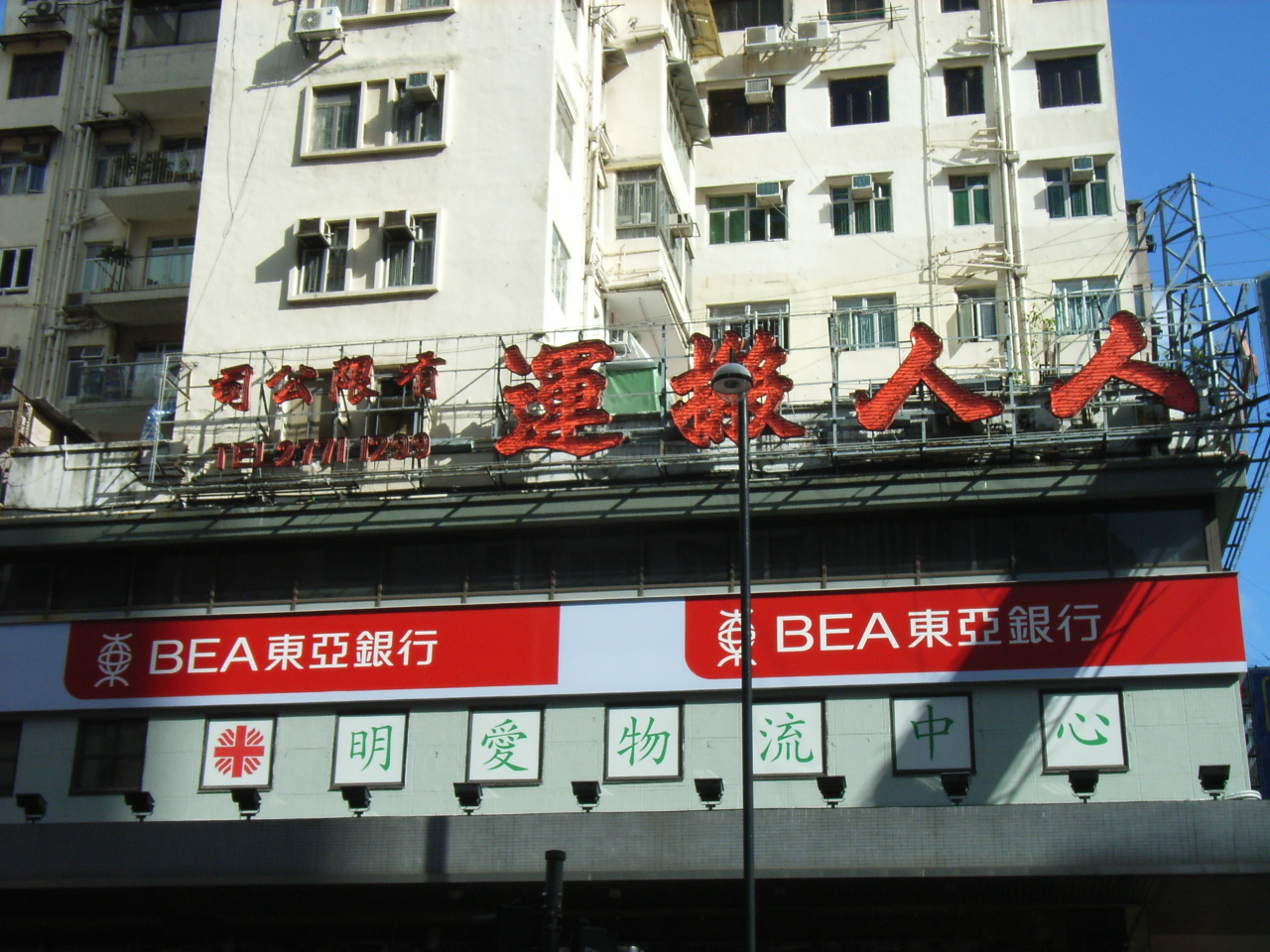
明愛物流中心是一所教學及實習中心

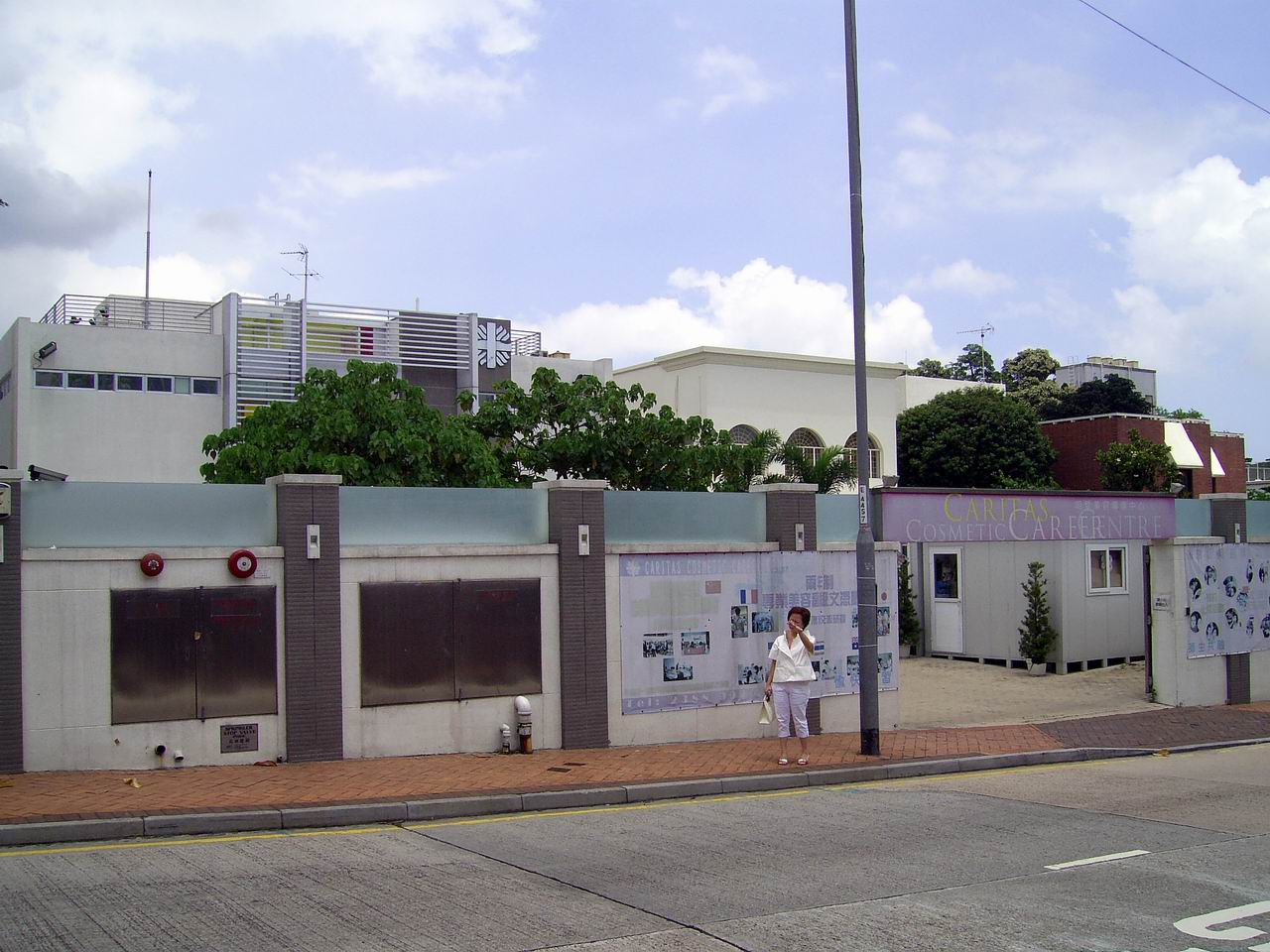
九龍塘明愛美容專業中心

本著人人皆可享有接受教育權利的原則和全人發展的教育理念，亦致力推動終身學習，使輟學者和失學者有機會繼續進修。明愛在2001年更拓展高等教育，成立明愛徐誠斌學院（今聖方濟各大學）。

### 學前教育服務
見上「扶幼服務」的幼稚園及參考中心。

### 特殊教育及職業訓練服務
「特殊教育服務」透過為智障及群育的學童提供全面及有效的教育及訓練課程。現時共設有五所特殊學校，共提供502名學額及152個宿位，為年齡介乎6至18歲之智障兒童提供服務。明愛亦開辦兩所群育學校，為學生提供輔導教學服務。
特殊學校

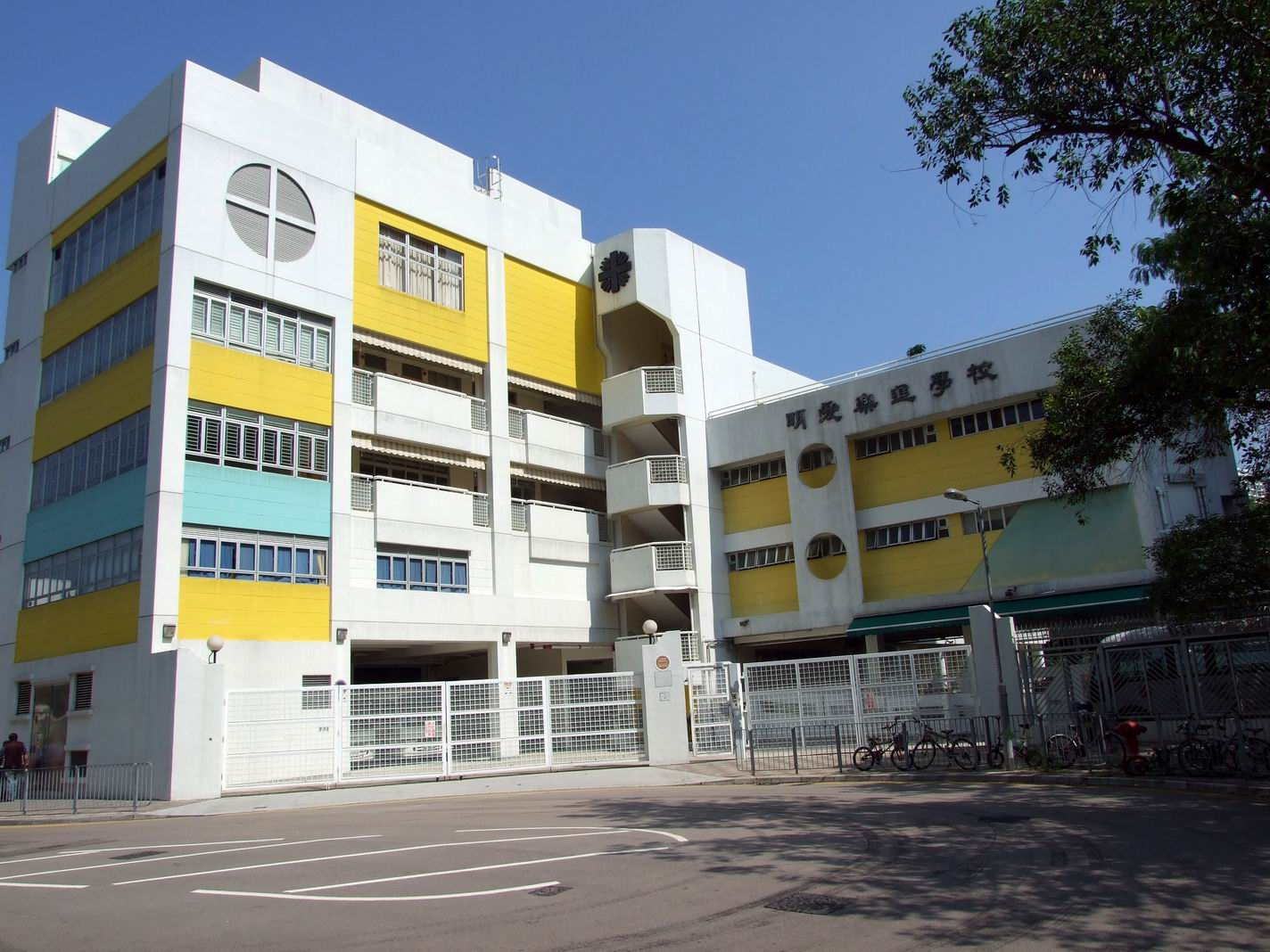
明愛樂進學校（大圍，文禮路）
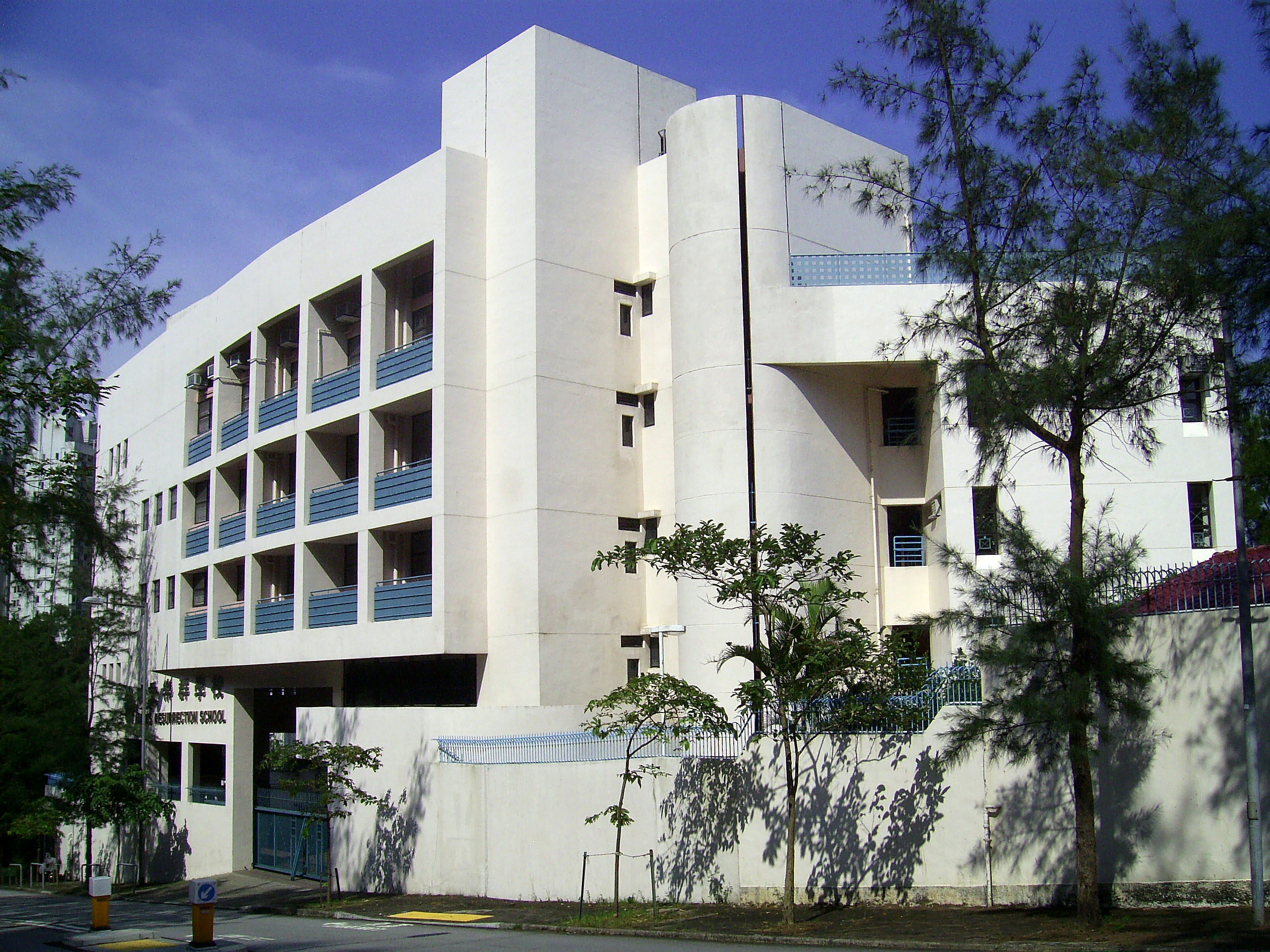
明愛樂義學校（鯉景灣，鯉景道）
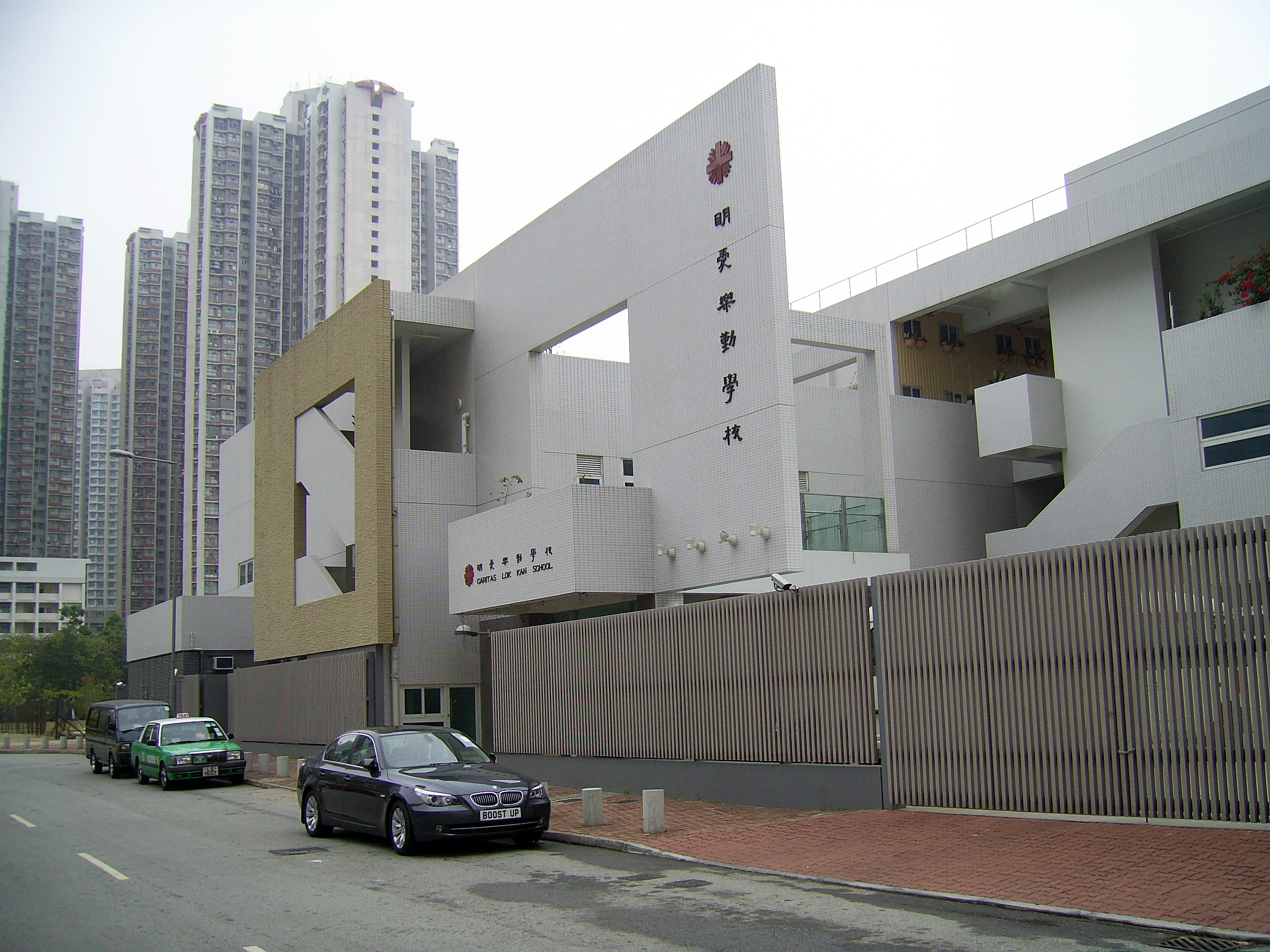
明愛樂勤學校（天水圍，天壇街）
- 明愛樂群學校（沙田，穗禾路）
- 明愛賽馬會樂仁學校（深水埗，永康街）

群育學校
- 明愛培立學校（黃大仙，清水灣道）
- 明愛樂恩學校（觀塘，彩興路）

- 大圍明愛樂進學校
- 火炭明愛樂群學校
- 天水圍明愛樂勤學校

### 職業訓練及教育服務
9所明愛中學為學生提供公教中學教育。另外透過一個兼有普通科目及實用科目的7年課程，給予12至19歲青少年多元化中學課程，以切合他們不同的能力和性向的需要。

#### 明愛中學
- 明愛胡振中書院（東涌，松逸街）
- 明愛莊月明中學（薄扶林，華富邨）
- 明愛聖若瑟中學（青衣，青衣邨）
- 明愛屯門馬登基金中學（屯門，旺賢街）
- 明愛柴灣馬登基金中學（柴灣，新廈街，將於2026年停辦）
- 明愛粉嶺陳震夏中學（粉嶺，祥華邨）
- 明愛元朗陳震夏中學（元朗，西裕街）
- 明愛馬鞍山中學（馬鞍山，錦英路）

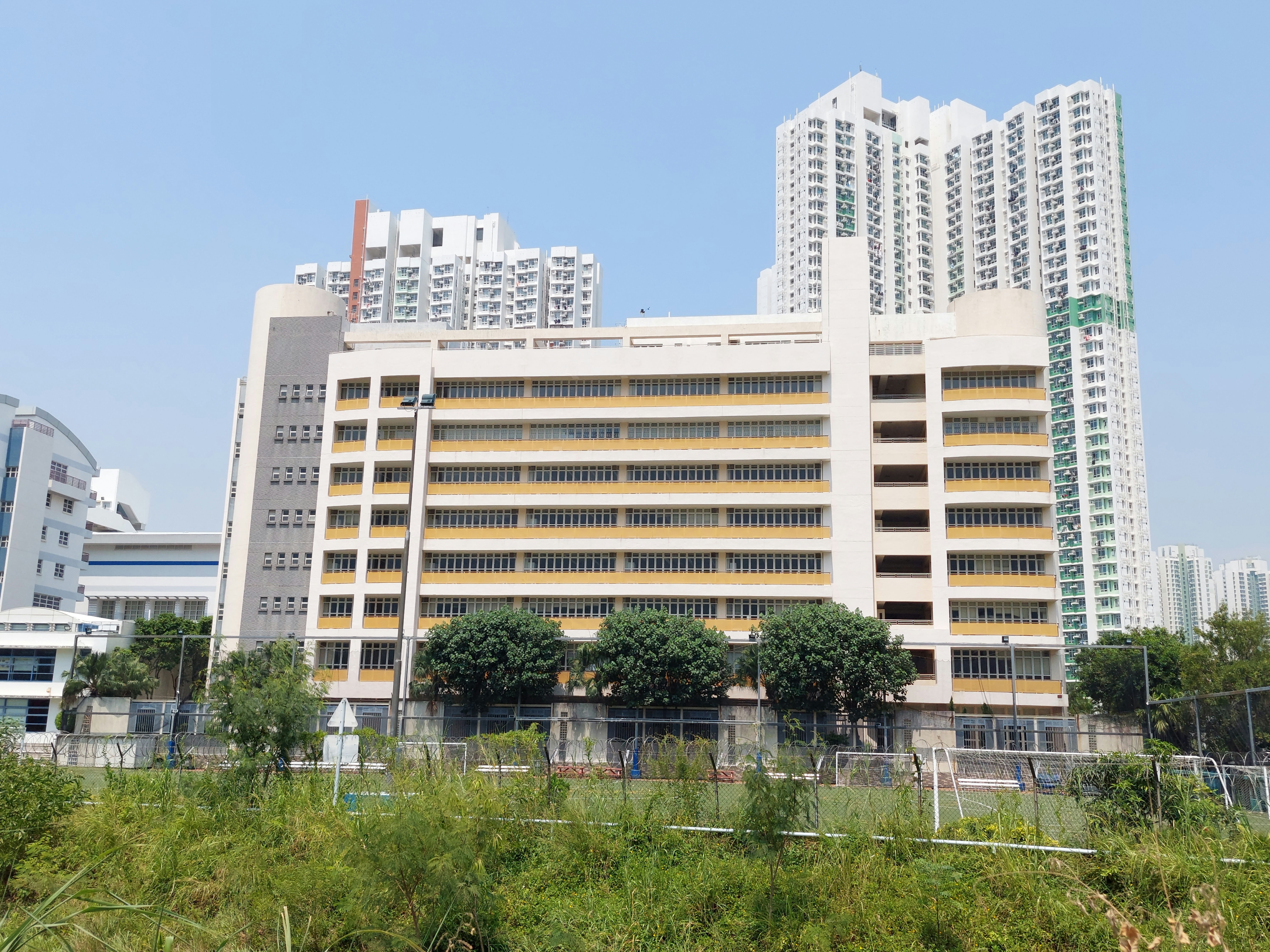
明愛胡振中書院
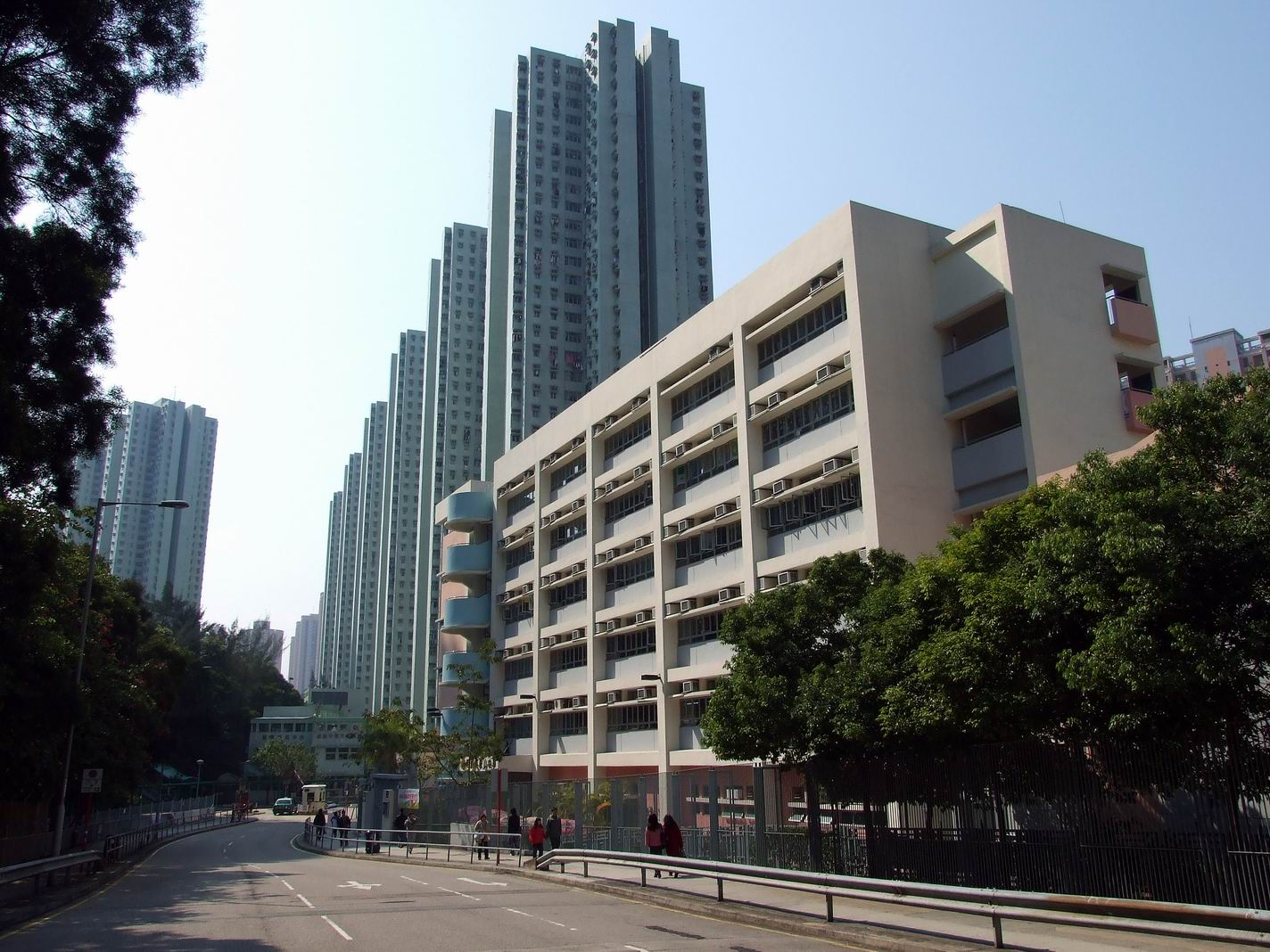
明愛馬鞍山中學
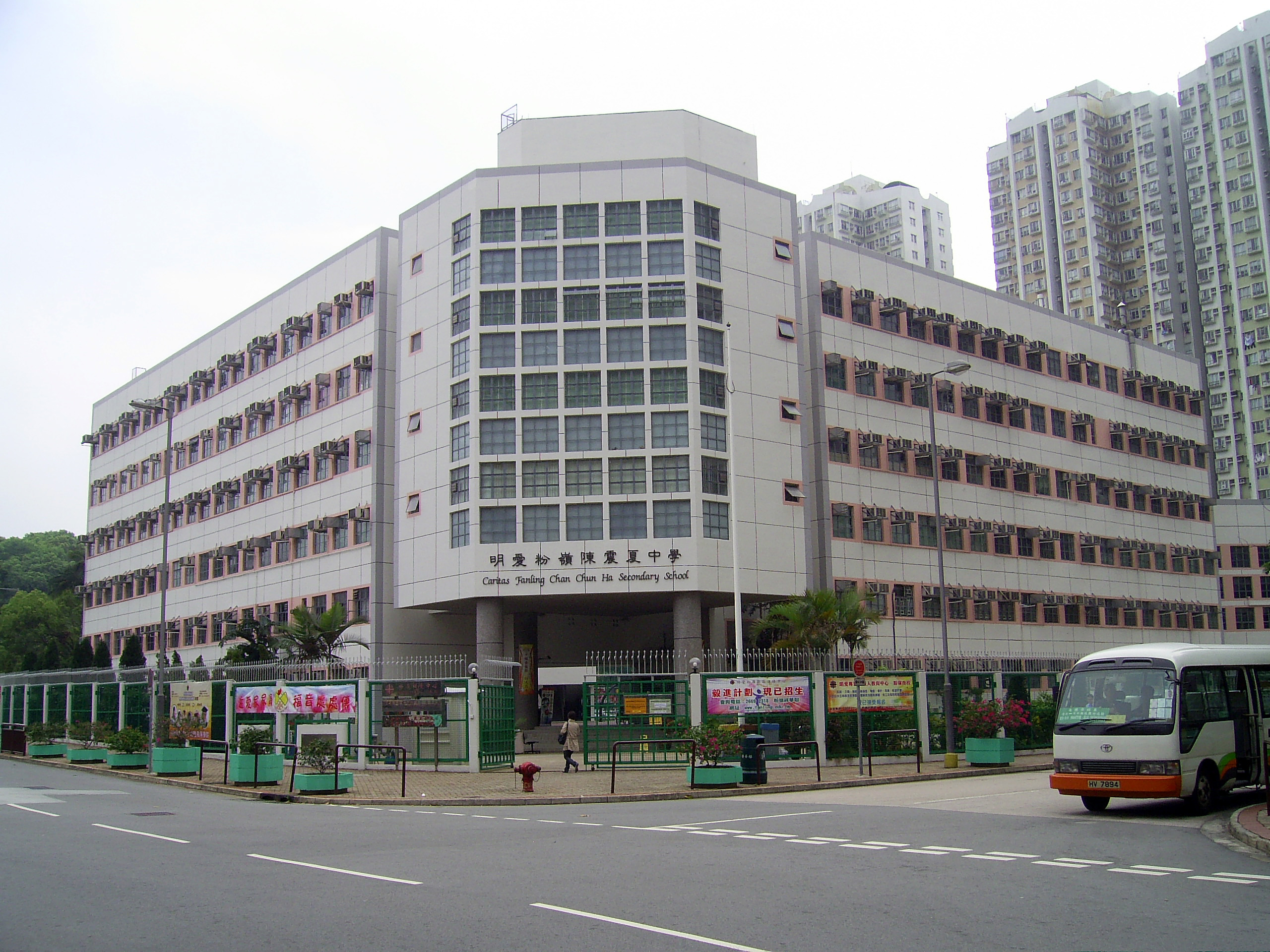
明愛粉嶺陳震夏中學
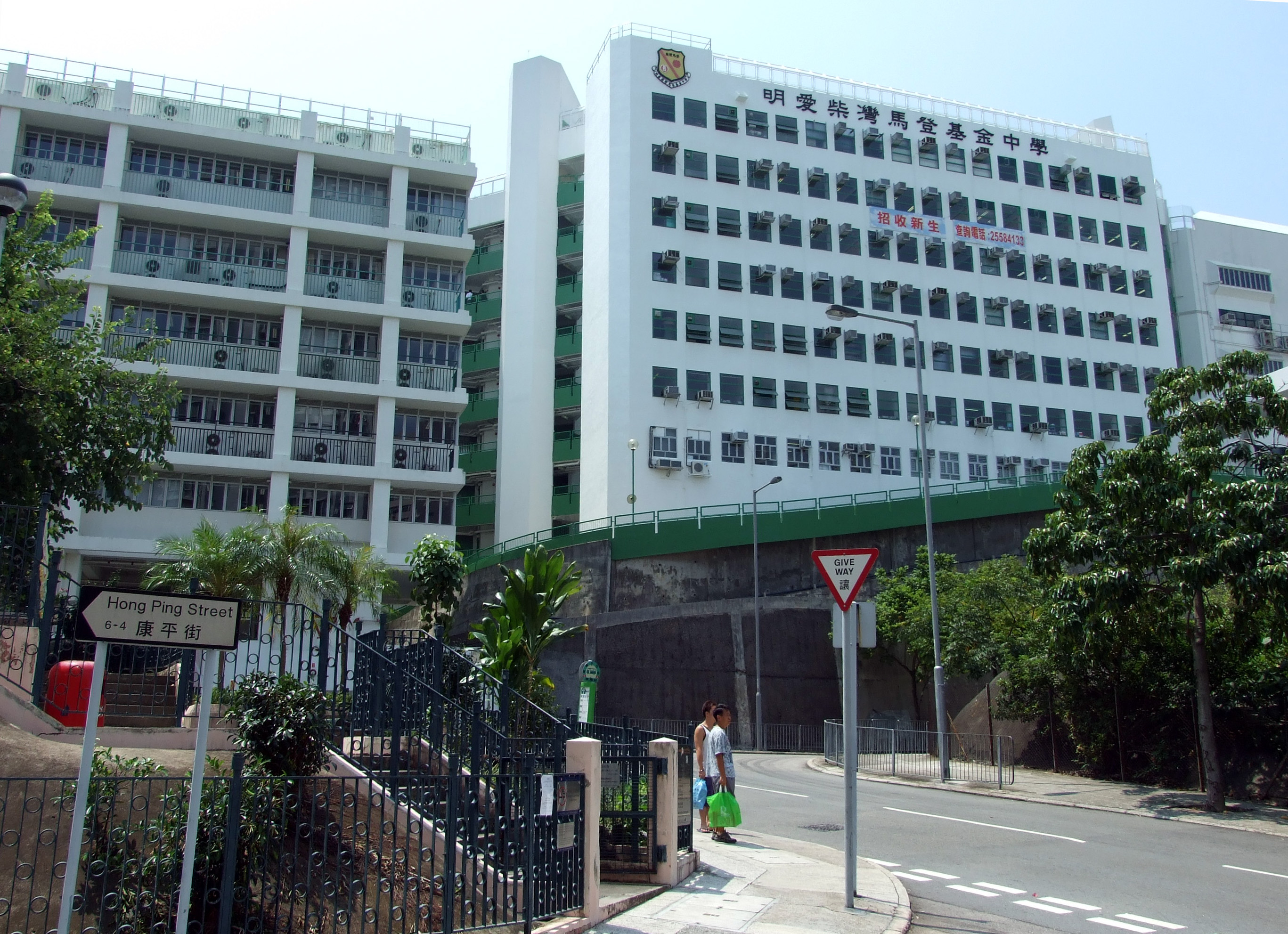
明愛柴灣馬登基金中學

#### 郊野學園
為中四至六學生提供一個1至5天的郊野學習計劃，以配合他們學習和研究與地理科和生物科的課程。
- 明愛陳震夏郊野學園（長洲芝麻坑）

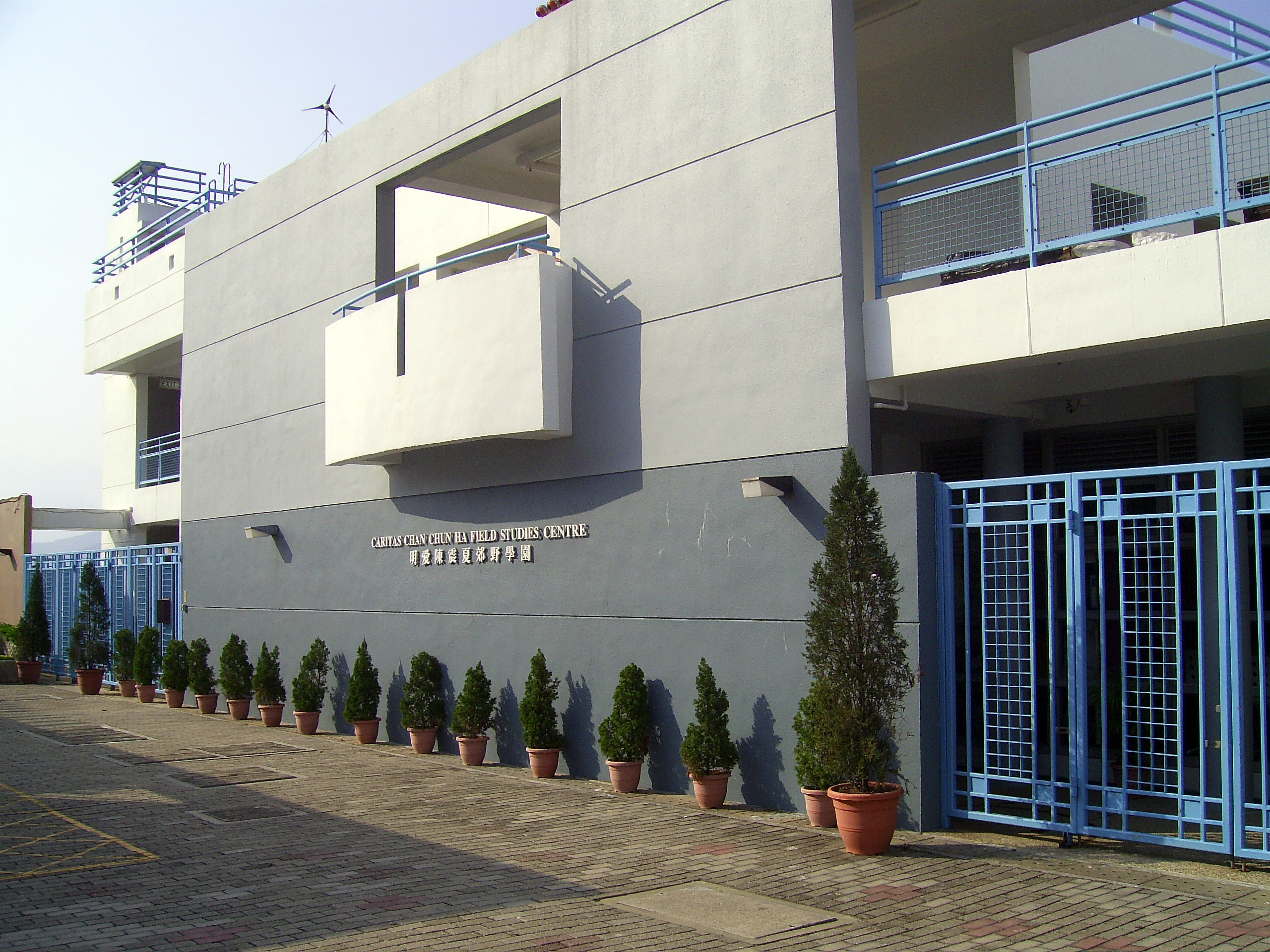
明愛陳震夏郊野學園
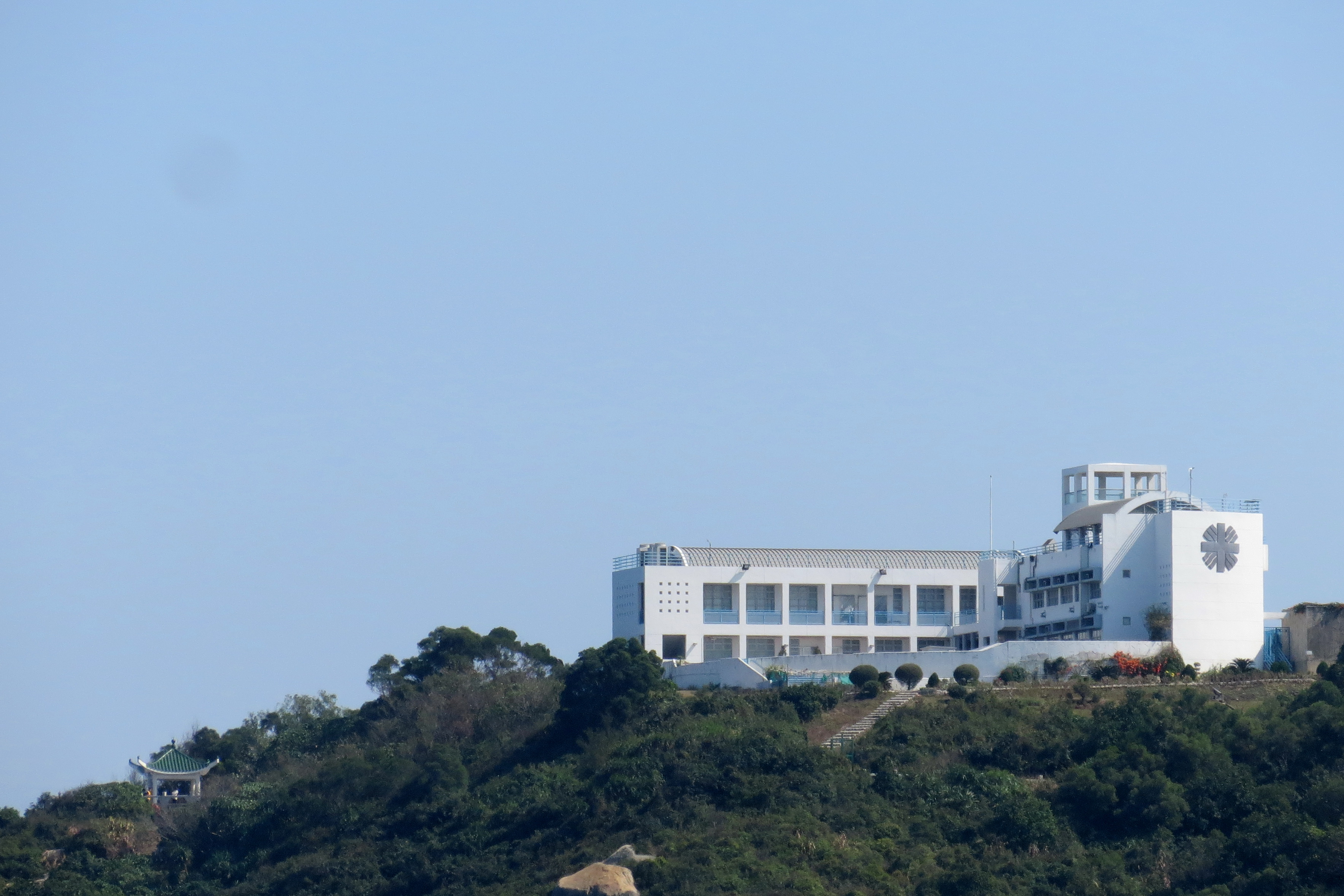
明愛陳震夏郊野學園的外貌

#### 學徒訓練
為15歲以上的青少年透過結合工場訓練及工業學院之課程部（份時間給假制）獲得特定行業的培訓。
- 明愛汽車維修工場（中環，堅道）
- 明愛印刷訓練中心（中環，堅道）

### 社區及高等教育服務
於全港各區共設有46個教育中心，每年為100,000名學生提供教育及培訓。開辦的課程包括學歷教育、博雅教育、長者教育、新來港人士教育、婦女教育、職業訓練及再培訓等。明愛於2001年發展高等教育，開辦經評審的高級文憑及副學士課程，2011年更開辦政府認可的學士學位課程。

#### 香港及離島區
- 明愛專業及成人教育中心—堅道
- 明愛專業及成人教育中心—柴灣
- 明愛專業及成人教育中心—長洲
- 明愛專業及成人教育中心—堅尼地城
- 明愛東區社區進修中心—北角

#### 九龍區
- 明愛聖若瑟專業及成人教育中心
- 明愛彩虹社區進修中心
- 明愛秀茂坪社區進修中心
- 明愛石硤尾資源中心
- 明愛順天社區進修中心
- 明愛翠屏資源中心
- 明愛九龍塘社區進修中心（明愛美容專業中心）

#### 新界區

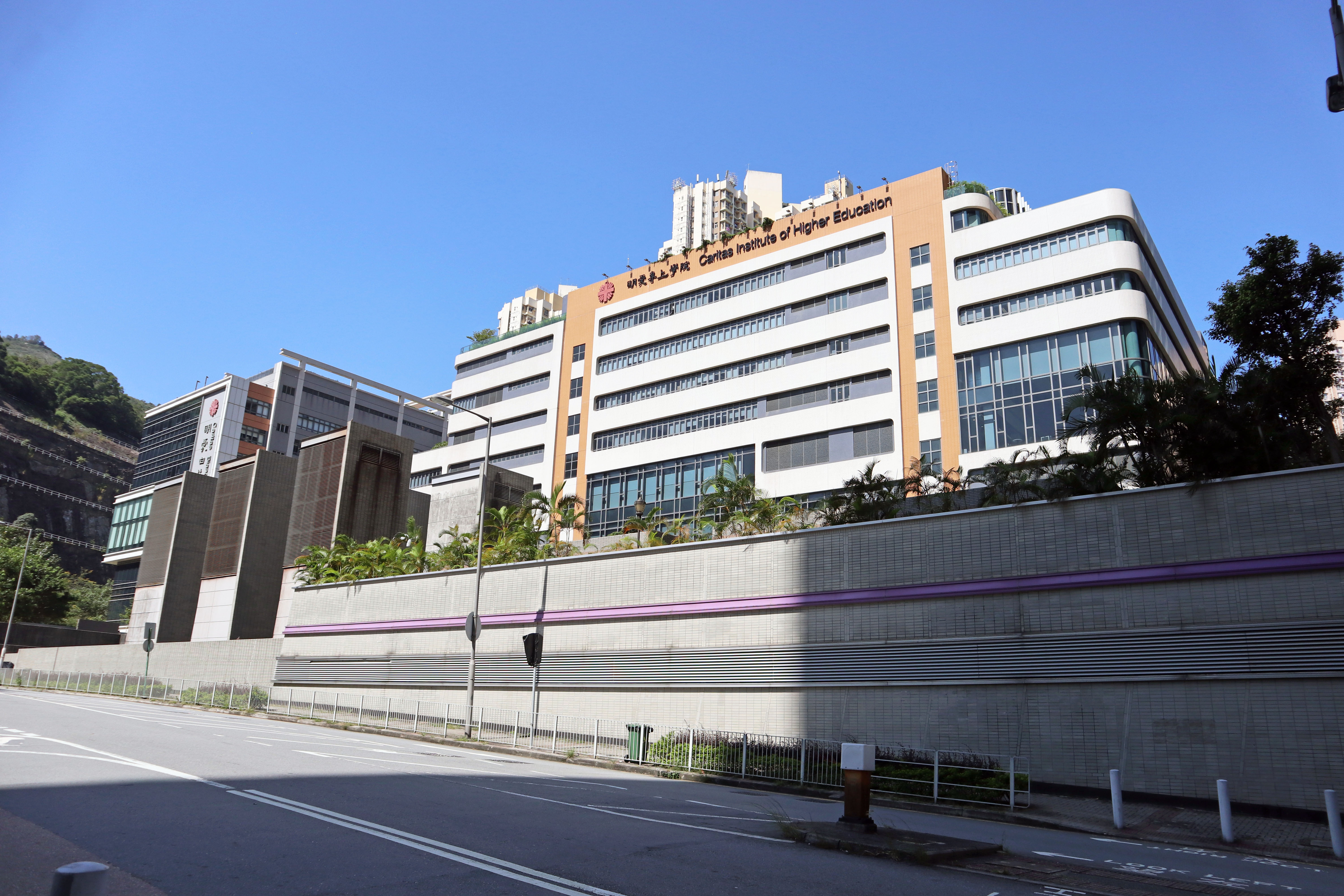
明愛白英奇專業學校、聖方濟各大學

- 聖方濟各大學、明愛白英奇專業學校—調景嶺
- 明愛專業及成人教育中心—粉嶺
- 明愛粉嶺社區進修中心
- 明愛專業及成人教育中心—沙田
- 明愛專業及成人教育中心—青衣
- 明愛專業及成人教育中心—荃灣
- 明愛專業及成人教育中心—屯門夜校
- 屯門僱員再培訓中心
- 明愛成人及高等教育服務—屯門資源中心
- 明愛屯門社區進修中心
- 明愛屯門社區進修中心—湖景
- 明愛屯門社區進修中心—大興
- 明愛專業及成人教育中心—元朗
- 明愛元朗社區進修中心
- 明愛友誠專業及成人教育中心

## 醫療服務部

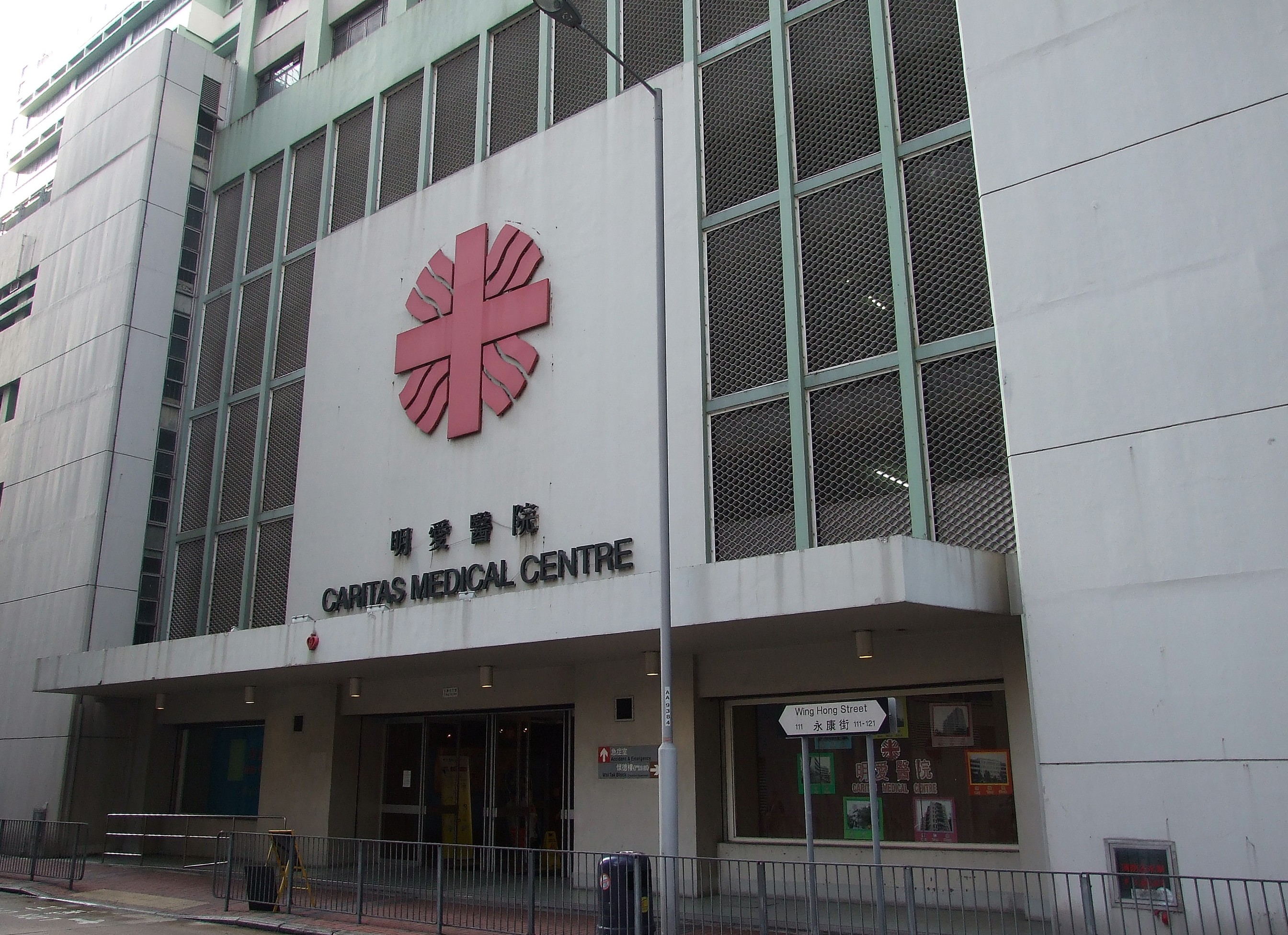
明愛醫院

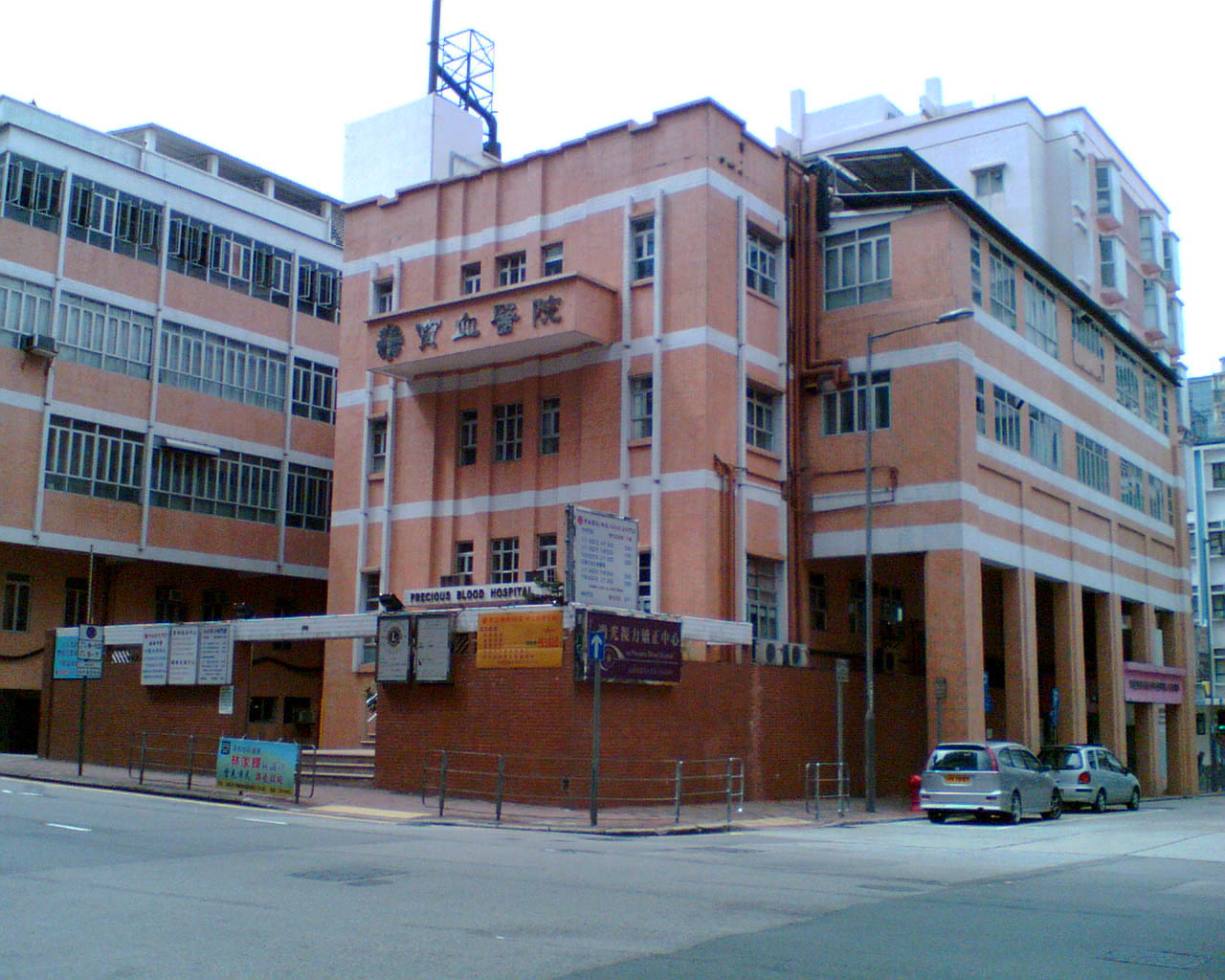
寶血醫院（明愛）

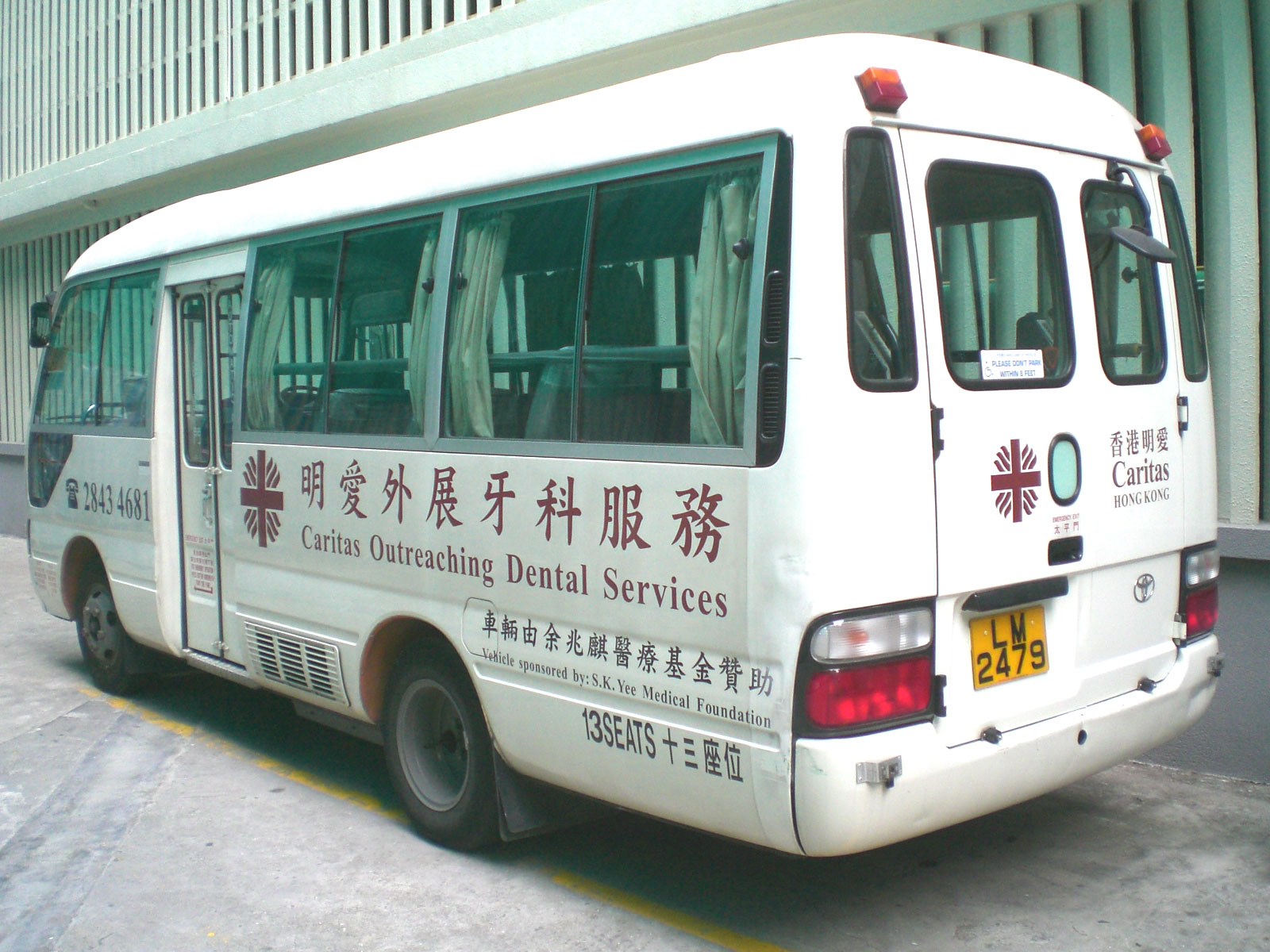
明愛外展牙科服務

香港明愛服務本港貧病人士，於1964年成立明愛醫院，初時設有207張病床及一間肺結核診所。1991年12月明愛醫院正式納入醫院管理局的網絡。明愛醫療服務部於1991年4月正式成立，並分別於1991年6月及1993年4月接管嘉諾撒醫院及寶血醫院。

### 醫院服務
- 公立：
  - 明愛醫院：於1964年創立，是一所全科醫院，共有病床1,172張，為九龍西北部居民提供24小時急症服務，以及全面的急性醫療服務、伸延服務、門診及外展醫療服務。第一期重建計劃的新急症大樓（懷信樓）於2002年9月落成啟用，第二期重建計劃包括門診、復康及服務設施於2014年完成。

- 私立：
  - 寶血醫院：於1937年由寶血女修會（Congregation of the Chinese Sisters of the Precious Blood）創辦，成立初期是一家慈善診所，逐漸發展成為一間擁有150張病床及設備齊全的非牟利普通科醫院。1993年4月，香港明愛正式接管寶血醫院，並易名為寶血醫院（明愛）。
  - 嘉諾撒醫院：由嘉諾撒仁愛女修會（Canossian Daughters of Charity）於1929年創立。現時的醫院大樓於1960年重建，並提供病床160張。嘉諾撒醫院於1991年轉為香港明愛轄下機構。

### 診所服務
香港明愛於各區均設有普通及牙科診所，亦提供各項保健計劃及疾病預防等教育活動。
- 牙科診所
  - 明愛香港仔牙科診所（香港仔田灣街）
  - 明愛堅道牙科診所（半山堅道）
  - 明愛牛頭角牙科診所（牛頭角安德道）
- 西醫診所
  - 明愛堅道西醫診所（半山堅道）
  - 明愛牛頭角西醫診所（牛頭角安德道）
  - 明愛荃灣西醫診所（荃灣眾安街）

## 社區接待及其他服務

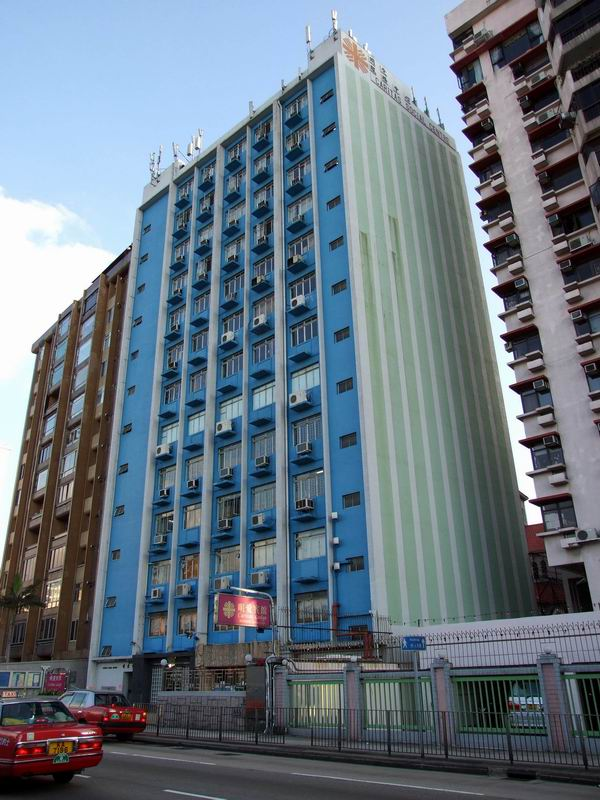
明愛賓館

成立於1984年，由地區服務及接待服務組成。地區服務即中心行政服務，乃香港明愛行政總部的分支，負責支援香港明愛轄下的單位，為地區組織提供服務及與堂區保持緊密聯繫。接待服務則負責統籌及管理香港明愛轄下飲食服務、小賣部、宿舍、賓館、社區會堂及工藝社的運作。

### 賓館服務
1. 明愛白英奇賓館（油麻地，石壁道）
2. 前明愛賓館，改名明愛太子宿舍（九龍，界限街）
3. 明愛張奧偉國際賓館（香港仔，田灣街）

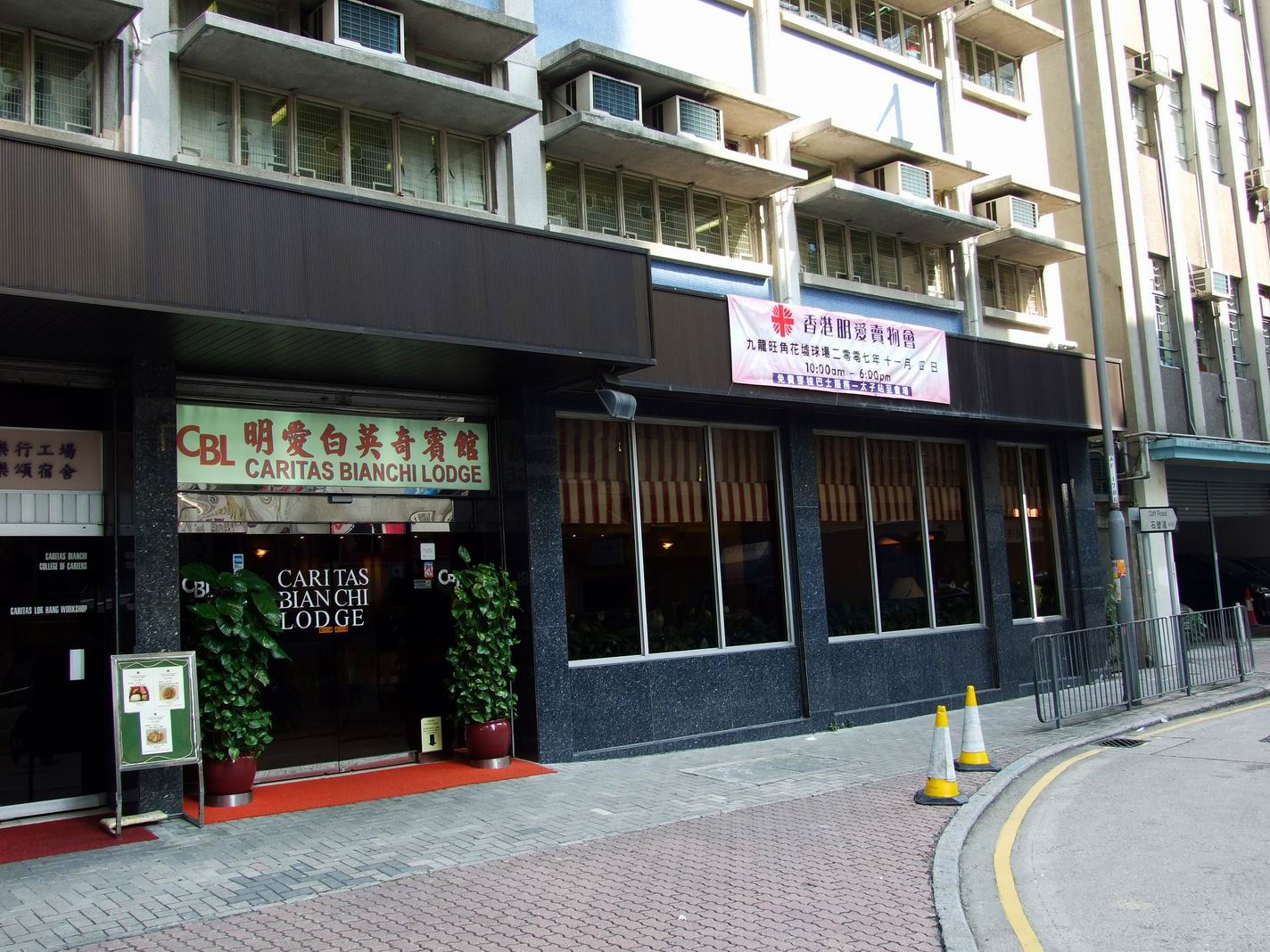
明愛白英奇賓館
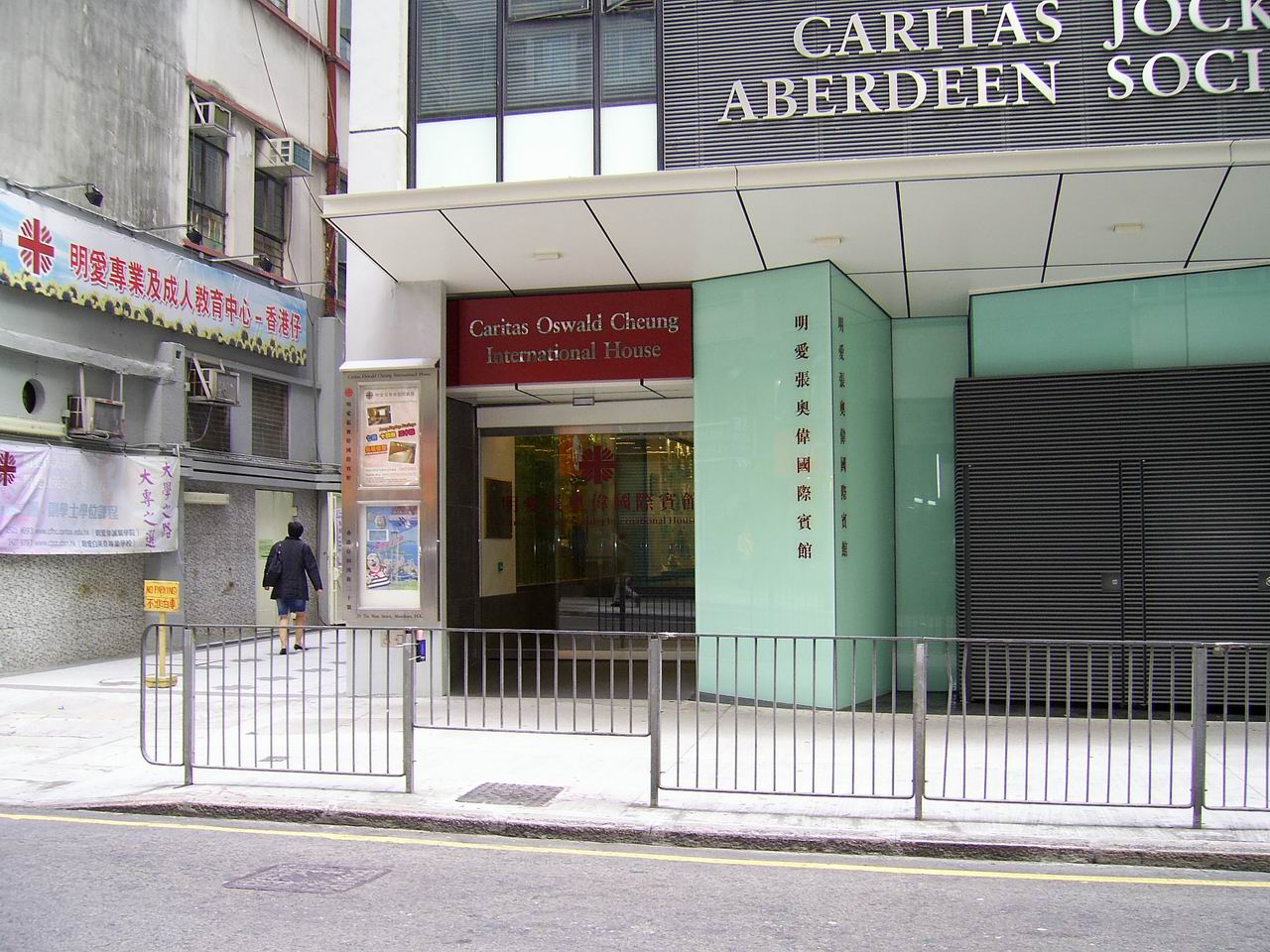
明愛張奧偉國際賓館

### 宿舍服務
為有需要的在職人士及學生提供宿舍形式的居住環境，培養舍友互助，合作及自治的精神

### 公眾會堂
1. 堅道公眾會堂
2. 九龍公眾會堂
3. 賽馬會香港仔公眾會堂

### 營地服務

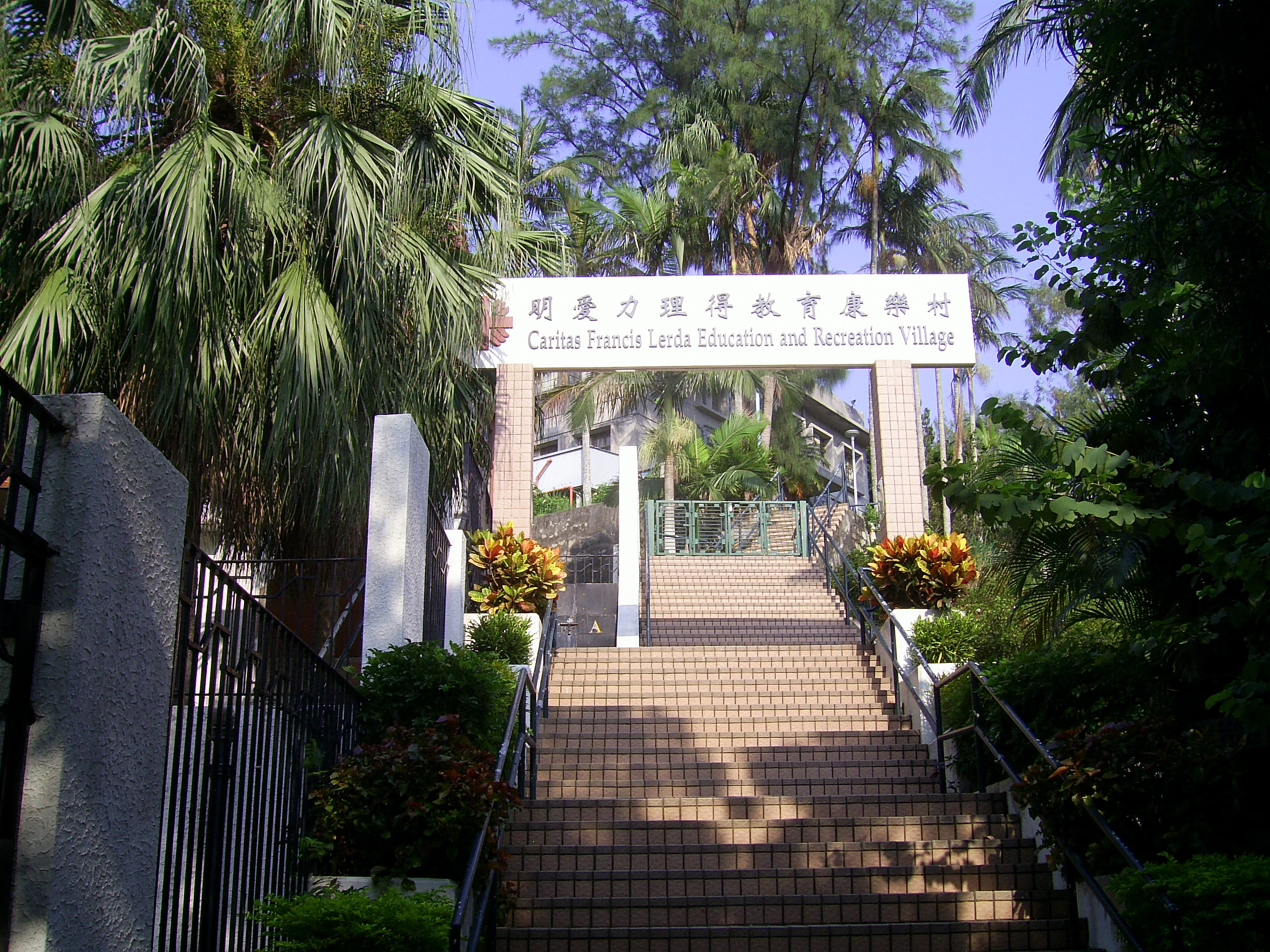
明愛力理得教育康樂村

「明愛力理得教育康樂村」位於長洲，是由明愛賽馬會明暉營、明愛愛暉營、明愛家暉苑及明愛陳震夏郊野學園組成，為紀念香港明愛第二任總裁力理得神父而命名，2009年2月4日是由陳日君主教祝聖啟用。營地服務負責管理分佈香港各區的四個明愛度假營地。
1. 明愛賽馬會明暉營（長洲明暉路）
2. 明愛愛暉營（長洲明暉路）
3. 明愛家暉苑（長洲明暉路）
4. 明愛賽馬會小塘營（大埔荔枝莊）

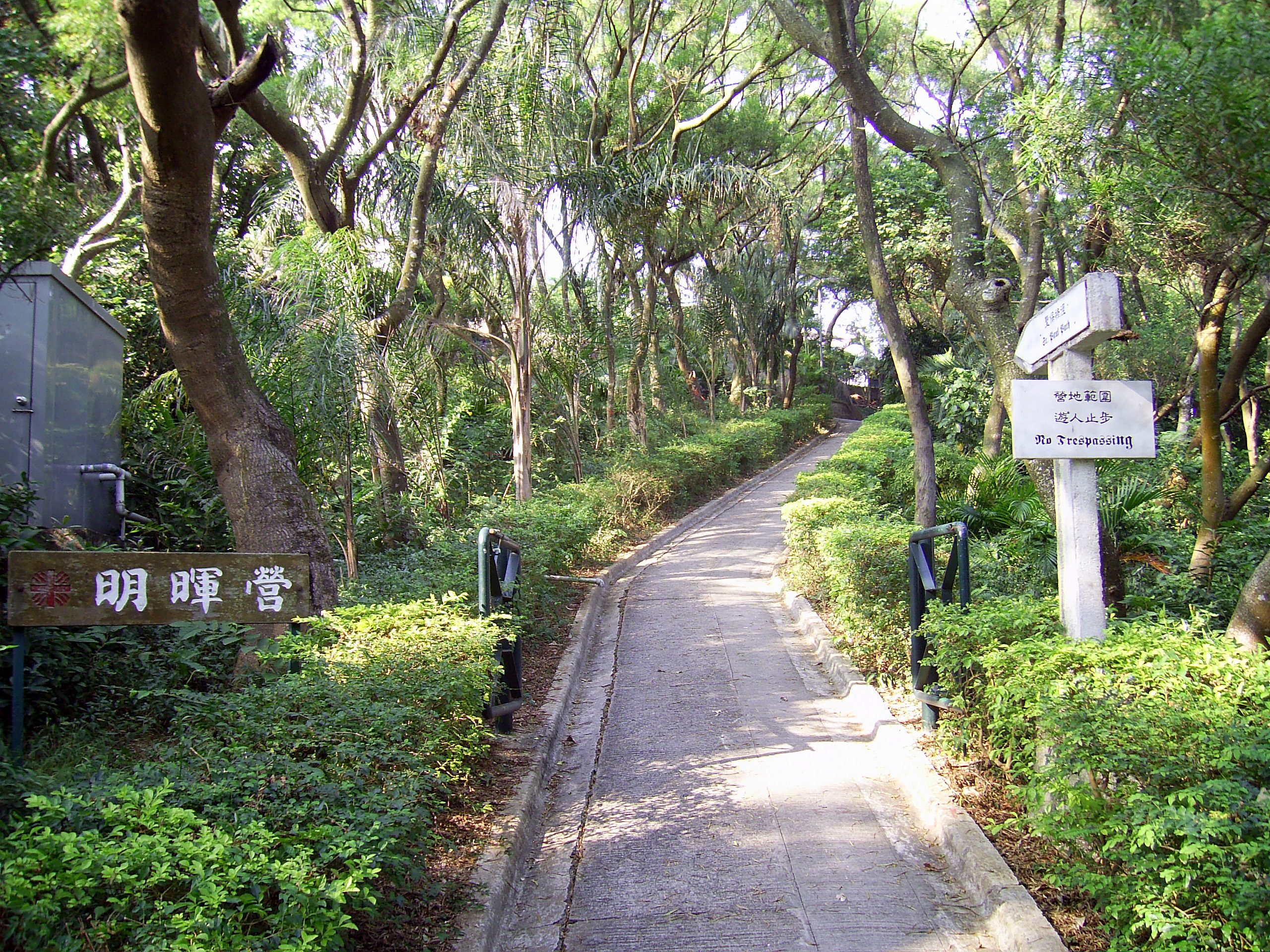
明愛賽馬會明暉營

## 籌募活動
明愛每年7月與無綫電視舉辦《明愛暖萬心》，是無綫電視慈善節目之一。

## 外部連結
- 香港明愛官方網站 （页面存档备份，存于）
- 香港明愛社會工作服務部官方網站 （页面存档备份，存于）
- 香港明愛安老服務官方網站 （页面存档备份，存于）
- 香港明愛家庭服務官方網站 （页面存档备份，存于）
- 香港明愛青少年及社區服務官方網站 （页面存档备份，存于）
- 香港明愛康復服務官方網站 （页面存档备份，存于）
- 香港明愛扶幼服務官方網站 （页面存档备份，存于）
- 明愛社區及高等教育服務 （页面存档备份，存于）